# Pezzolo Valle Uzzone
Pezzolo Valle Uzzone (Pseu in piemontese) è un comune italiano di 296 abitanti in provincia di Cuneo in Piemonte.

## Storia
Il comune di Pezzolo Valle Uzzone è stato creato il 19 febbraio 1928 con l'unione degli antichi centri di Gorrino e di Torre Uzzone. Il primo, dove sorge un castello costruito prima dell'Anno Mille, compare, col nome di Gorino, in una bolla pontificia del 1014. Del secondo si ha notizia fin dal 1209, quando il comune di Asti lo diede in feudo ai Del Carretto.
Il comprensorio, originariamente dominio del marchese Bonifacio del Vasto e quindi di suo figlio Bonifacio di Cortemilia, divenne poi possesso del vescovo di Asti ed in seguito dei Del Carretto, dei Marchesi di Saluzzo ed infine di Casa Savoia.

## Monumenti e luoghi d'interesse

### Architetture religiose
- Il santuario del Todocco, o santuario della Madonna della Divina Grazia, a circa 700 m d'altitudine ricostruito negli anni '30, è ab antiquo dedicato alla Madonna della Divina Grazia, devozione che risale alla miracolosa guarigione di una pastorella sordomuta nel XVII secolo (parrocchia di San Bartolomeo). All'area del Todocco appartiene, sul versante verso la Valle Uzzone, la località Sejore (Sjure- le Signore?), dove si conserva la secentesca cappella rurale della Madonna della Neve, che ricorda l'evento della nevicata d'agosto a Roma, al tempo del Papa Liberio, nel luogo in cui sorge ora Santa Maria Maggiore. La "Festa del Todocco" si svolge, in memoria dell'evento, le prime due domeniche d'agosto. Tra le ipotesi sull'origine del toponimo "Todocco", vi è anche quella che fa riferimento a Théotokòs, appellativo ricorrente della Vergine Maria in area greca: Genitrice di Dio. Se avvalorata, tale ipotesi potrebbe spostare l'inizio di una devozione mariana sul colle a molto prima della fine del I millennio. A Torre Uzzone l'insieme degli edifici dell'antica parrocchiale è di proprietà privata dopo un lungo periodo di trascuranza e conseguente diruizione. Della chiesa, da tempo diroccata, è stata ricavata una piccola cappella nell'area del presbiterio e dell'abside, mentre si conserva intatto il campanile. Un tabernacolo in arenaria azzurra con la scritta Ave Salvator Mondi (con la "o") e la data del 1498 è stato recentemente inserito nella ricostruzione recente e radicale — data la permanenza di pochi tratti di muratura — e per qualche aspetto arbitraria, della piccola chiesa dei disciplinati (i "Batù") che portava un architrave con un'iscrizione relativa ai conti Doglio titolari del feudo di Torre Uzzone.

Altri edifici di interesse sono:

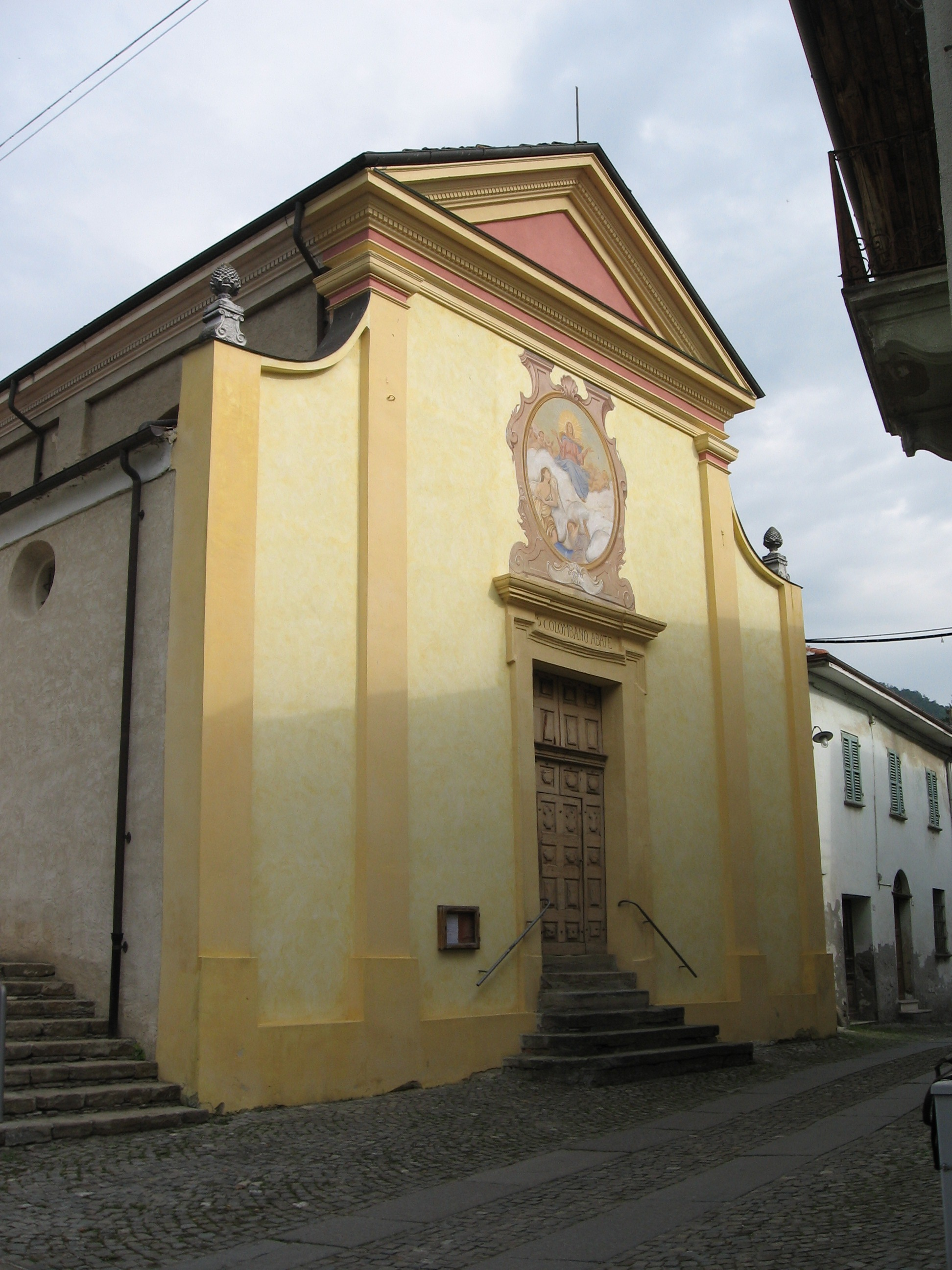
Chiesa parrocchiale di San Colombano.

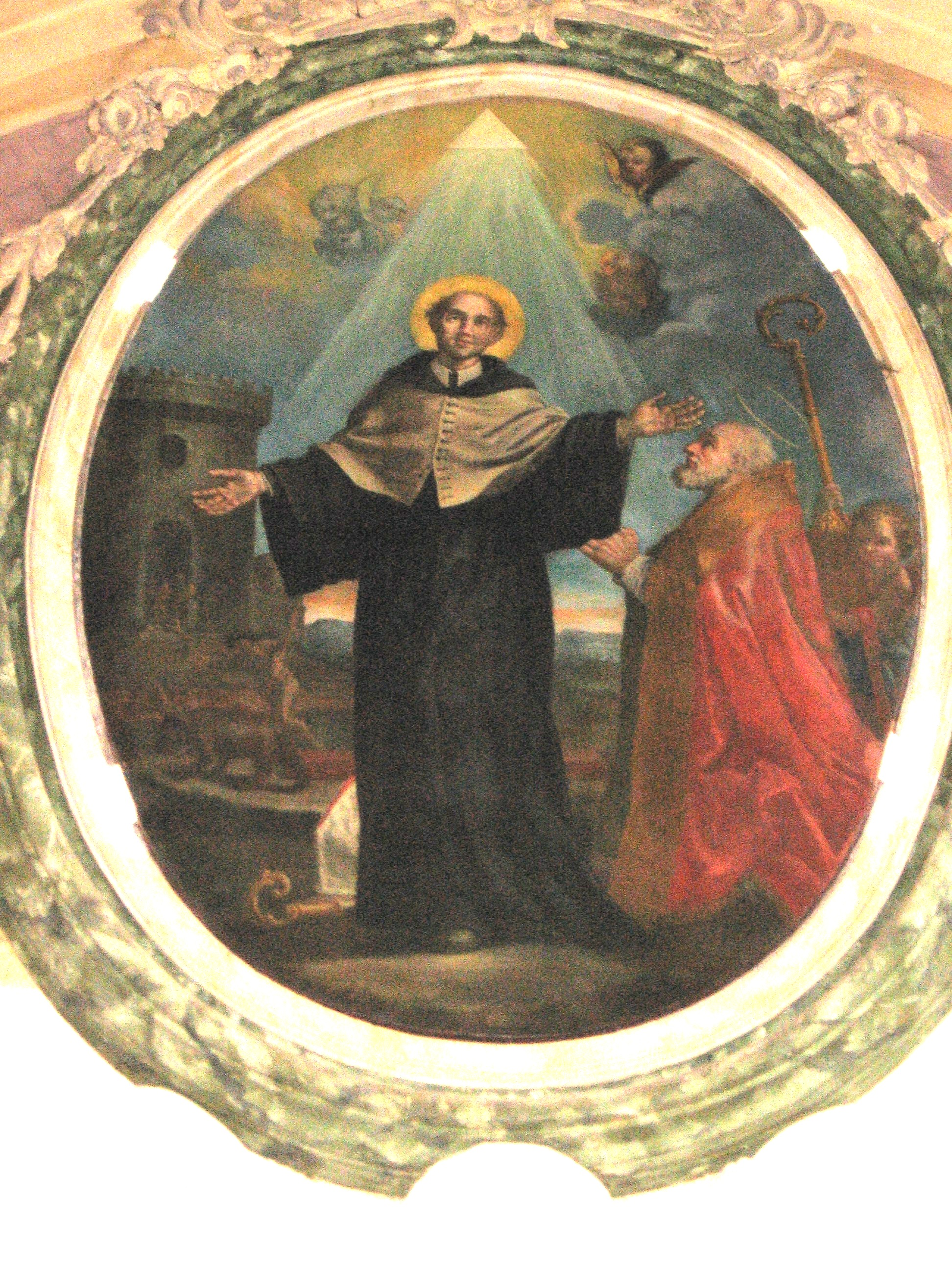
San Colombano e Sant'Irnerio di Chartres nella pala d'altare della parrocchiale.

- La chiesa parrocchiale di San Colombano a Pezzolo, del XV secolo.

All'interno vi è presente una pala d'altare del XVII secolo raffigurante san Colombano e sant'Irnerio di Chartres;
- La chiesa parrocchiale di San Pietro in Vincoli nella frazione di Gorrino (dove si conserva un prezioso ciborio in pietra del 1560 su cui un'epigrafe cita "Pietro Fauni da Costacciaro, vescovo di Acqui dal 1558 al 1578");
- La chiesa confraternitale della Madonna di Loreto a Gorrino;
- le cappelle di San Rocco alla Carpeneta, di Sant'Antonio a Conavio (Larè), di San Sebastiano, san Bernardo (l'affresco, recente, di mano di una restauratrice cortemiliese, sostituisce un'antica tela di pari soggetto trafugata; presenta san Bernardo di Chiaravalle e san Luigi Re di Francia), della Vergine Annunziata (con affresco absidale, forse coevo della Cappella medesima, del XVII/XVIII secolo e restaurato nel 1864).L'Annunciazione è una copia della tela (1623) di Orazio Gentileschi conservata alla Galleria Sabauda di Torino. Giovanni Agostino Ratti ne trasse l'incisione nell'"Officio della Beatissima Vergine Maria" - Torino, 1849

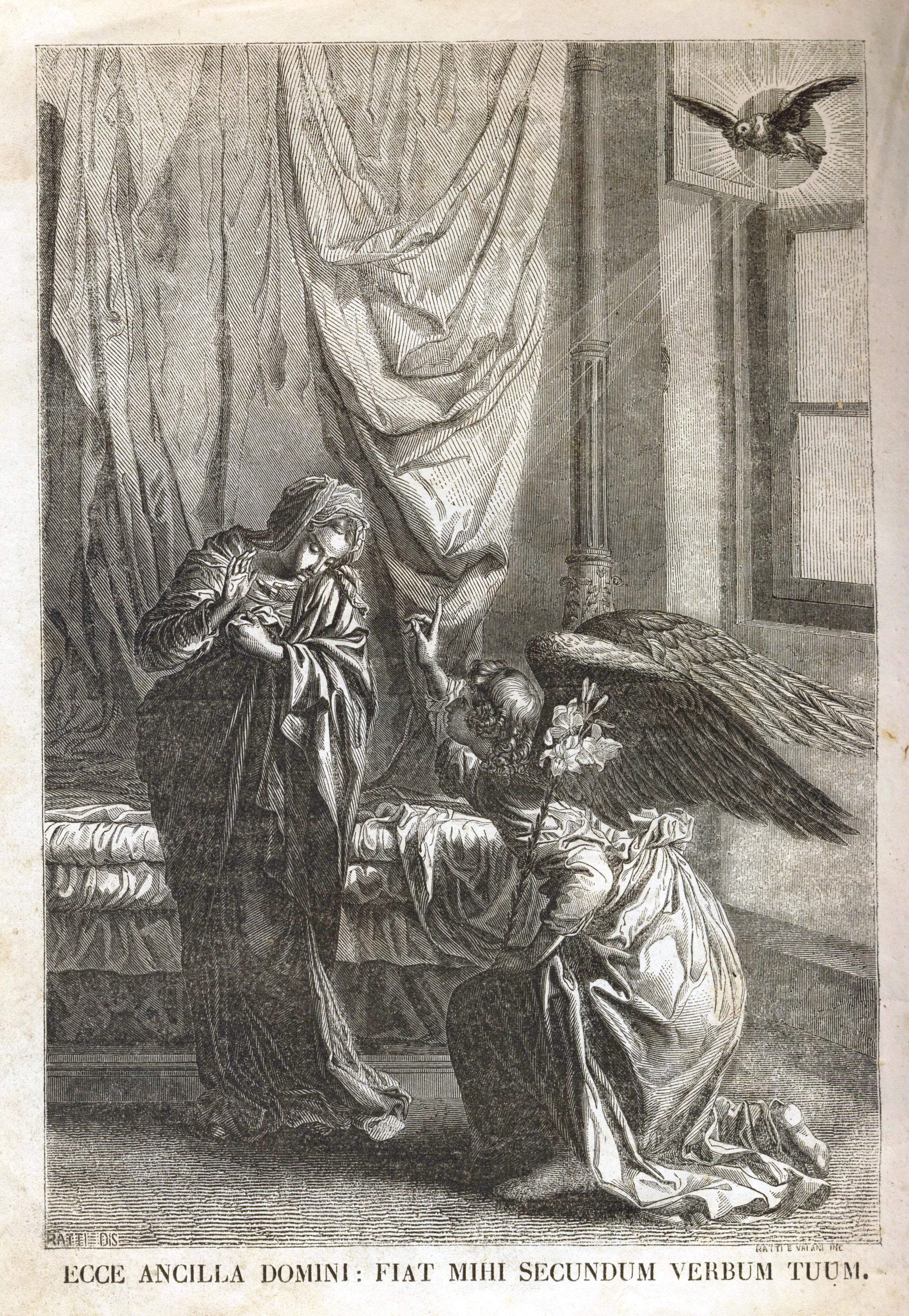
L'Annunciazione è una copia della tela (1623) di Orazio Gentileschi conservata alla Galleria Sabauda di Torino. Giovanni Agostino Ratti ne trasse l'incisione nell'"Officio della Beatissima Vergine Maria" - Torino, 1849

Altra cappella campestre è di san Martino di Tours (originaria parrocchiale con affresco absidale che raffigura il vescovo Martino e san Francesco d'Assisi (o forse il beato Guglielmo Rubone di Cortemilia) e ancora san Rocco nel territorio di Gorrino e la cappella, di fattura barocca, del palazzo di Porcavio. A Piansoave è ancora presente la piccola chiesa borghigiana di san Giacomo, officiata regolarmente sino a tempi recenti. Piloni ed edicole devozionali punteggiano peraltro tutto il territorio del comune.

### Le lapidi romane
C'è una lastra marmorea (lapide) murata nella cappella a destra dell'entrata nel santuario del Todocco. Le dimensioni, in cm, sono di circa 80 di altezza per 60 di larghezza, e lo spessore di circa 20/25. Il materiale è un marmo bianco con venature e ombre grigio/brune. Si presenta come la parte superiore di una più alta stele funeraria (o celebrativa), separata dal resto o per accidentale frattura, successivamente corretta con una scalpellatura per rendere il lato inferiore ortogonale al lato verticale, o volontariamente separata da una lastra intera per scelte di cui sfugge la ragione. La lastra è divisa in 4 registri, i primi tre racchiusi in una sobria cornice lineare modanata. Nel primo, che è quanto rimane dell'originaria più estesa epigrafe, compare in caratteri regolari ed eleganti la scritta L.MARIUS, col punto di separazione tra la “L” e la “M” che non interrompe, come di consueto nell'epigrafia classica, la continuità del testo. Nel registro immediatamente superiore, la lupa che allatta Romolo e Remo.

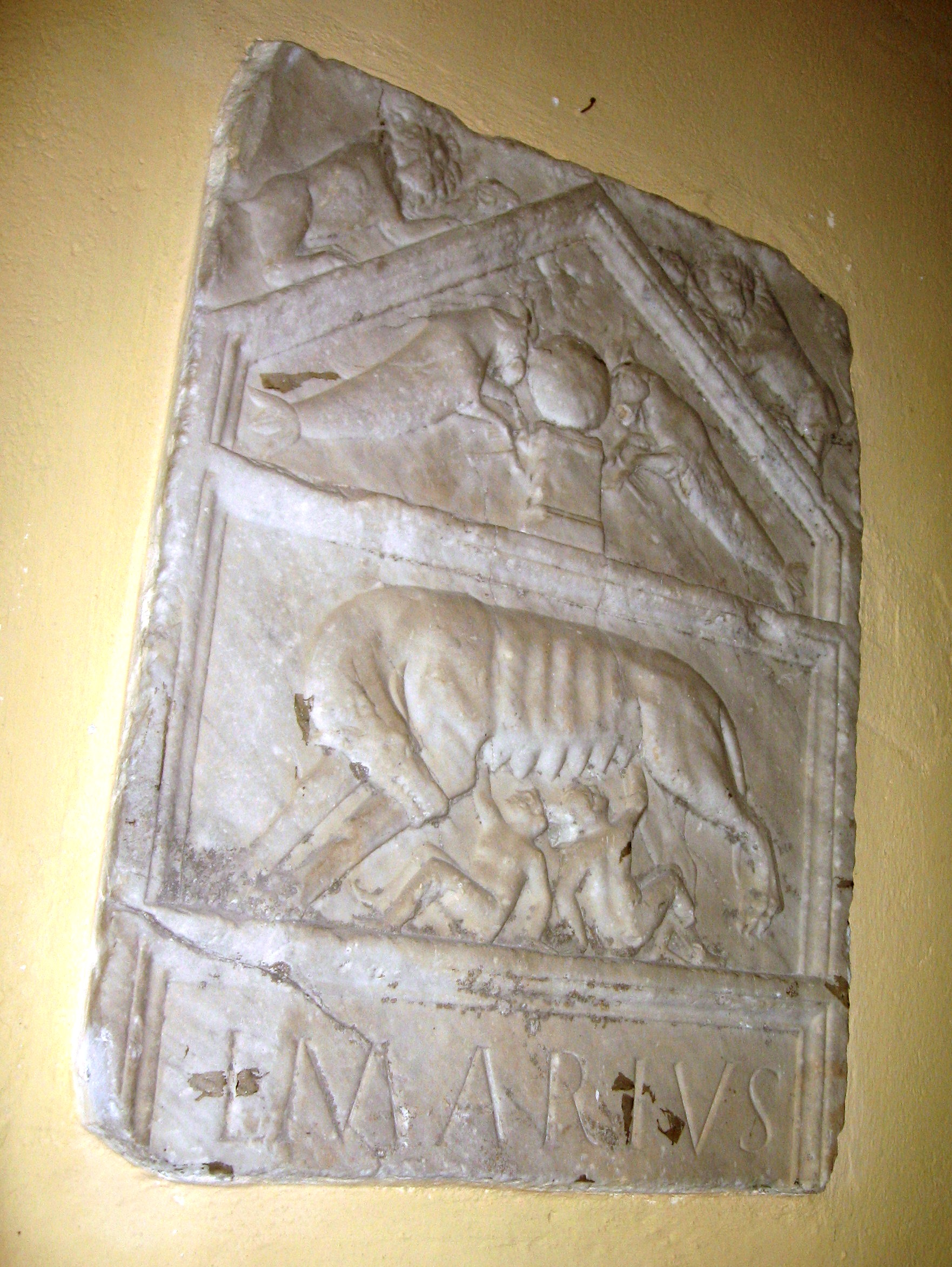
La stele marmorea di Lucio Mario nel santuario del Todocco.

 L'animale ha una postura molto dinamica con le zampe allungate verso l'esterno (è visibile solo la posteriore sinistra), la testa rivolta verso i poppanti con le orecchie abbassate e la dentatura in evidenza, quasi in aggressivo gesto di difesa.
L'esecuzione del gruppo, nonostante una certa erosione presente su tutta la lastra, è molto accurata: le zampe della lupa sono ben modellate, con tendini e muscoli in evidenza così come la testa ed il corpo su cui si leggono bene le costole e le mammelle rigonfie, osservando che per le zampe e per la dentatura si è fatto uso del trapano, strumento dei marmorari per produrre piccole cavità, riccioli etc. Le figurine dei due poppanti ignudi sono un poco corrose: in posizione opposta, schiena contro schiena, appoggiano un braccio a terra e tendono simmetricamente l'altro al ventre della nutrice. Tra i due è stato praticato, in secoli passati (i margini sono corrosi come il resto), un foro irregolare e passante, forse per inserirvi il cannello d'una fontana. Il terzo registro, a forma di timpano, contiene al centro un'ara dove posa un globo a cui tendono in postura rampante due capricorni, con capo, tronco e zampe anteriori caprine, benché dotate di pinne calligraficamente definite, e corpo che termina con coda di pesce trilobata. Sui lati obliqui del timpano giacciono due leoni, in posizione speculare e simmetrica pur in presenza di piccoli particolari diversi. I leoni, che volgono la testa poderosa verso l'osservatore, afferrano con una zampa una testa d'ariete.
La lastra è stata murata all'interno dell'edificio alla fine del ventesimo secolo, dopo essere stata trasportata al santuario dall'area dell'antica parrocchiale di Torre Uzzone. Qui era rimasta, a memoria di diverse generazioni, semplicemente addossata ad un muro esterno della chiesa, oggetto di curiosità storica e di qualche visita di studiosi e fotografi, ma senza che su di essa venisse mai attuato un progetto di recupero di analisi storico-archeologica. Premettendo che le ipotesi che seguono derivano da alcune osservazioni e notizie di comune reperibilità senza pretese scientifiche, la lapide di Lucio Mario è senz'alcun dubbio un manufatto d'epoca romana di grande pregio e quasi certamente riferibile a eventi e personaggi di specifica rilevanza. Il materiale di qualità (un marmo bianco di fine struttura cristallina, molto compatto e solido), la raffinatezza e l'eleganza dell'esecuzione – opera di artigiano/artista non certamente improvvisato — fanno supporre il notevole rango sociale ed anche politico del dedicatario. La lupa che allatta Romolo e Remo è figura ovviamente ricorrente nell'iconografia classica, come primo emblema dello Stato romano, sigillo della sua fondazione e legittimità, e il suo utilizzo, ossia la possibilità di fregiarsene, era quasi certamente destinato a coloro che detenevano importanti cariche pubbliche, come nella fattispecie quelle consolari. Il resto delle immagini, come i capricorni rampanti sull'ara che sorregge il globo, i leoni e gli arieti dei fastigi, tutti in relazione con i segni zodiacali, potrebbero far riferimento simbolico alle origini del personaggio, al periodo della sua nascita, alla storia famigliare, alle imprese compiute e ad altro ancora. Lucio Mario? Nella storia romana compaiono, con rango consolare, due personaggi con questo nome: Lucio Mario Massimo Perpetuo Aureliano, più semplicemente noto come Mario Massimo, (latino: Lucius Marius Maximus Perpetuus Aurelianus; 158/160 circa – 230), che fu un senatore e uno storico non del tutto secondario dell'Impero romano, e suo figlio Lucio Mario Massimo (latino: Lucius Marius Maximus) anch'egli senatore e console nel 232 d.C. Il primo, come console ebbe diversi incarichi di governatore, compresi quelli della Gallia Lugdunense (Lione) e della Germania Inferiore, e servì al tempo degli imperatori Commodo, Settimio Severo, Caracalla e Macrino. Il secondo fu console nel periodo imperiale di Severo Alessandro.
La lapide potrebbe essere celebrativa o funeraria di uno di questi personaggi e quindi risalire al III secolo d.C., epoca con la quale alcuni elementi compositivi e lo stile raffinato potrebbero essere compatibili. Nella storia di Roma ve ne furono quasi sicuramente altri con questo nome, anche se non molti con il rango che la lapide testimonia. Inoltre sui motivi per cui il manufatto sarebbe pervenuto a Torre Uzzone ogni ipotesi rischia di parere troppo fantasiosa. La più “umile” è che quel bel pezzo di marmo scolpito, anche se malamente forato, sia stato acquistato o rubato in qualche luogo più ricco e denso di vestigia storiche, fors'anche della Gallia Lugdunense, e poi sia arrivato a Torre Uzzone o dintorni, nelle mani di alcuni dei feudatari locali e lì, prima, chissà come utilizzato, poi abbandonato e quasi dimenticato. Per concludere, la pia ipotesi che la lapide abbia anche potuto far parte posticcia di un sepolcro marchionale: LMARIUS come Laeta Marchionis Anima Requiescat In pace, Vita Soluta (Lieta l'anima del marchese riposi, a vita conclusa).
In regione Piovero un'altra antica lapide romana è murata in un edificio rurale (Cascina di Piovero Sottano) nella campagna prospiciente la Valle Uzzone.

## Società

### Evoluzione demografica
Abitanti censiti

## Amministrazione
Di seguito è presentata una tabella relativa alle amministrazioni che si sono succedute in questo comune.
| Periodo         | Periodo         | Primo cittadino          | Partito                                 | Carica              | Note  |
| --------------- | --------------- | ------------------------ | --------------------------------------- | ------------------- | ----- |
| 6 giugno 1985   | 24 maggio 1990  | Tancredi Brandone        | Partito Socialista Democratico Italiano | Sindaco             | [ 5 ] |
| 24 maggio 1990  | 15 gennaio 1993 | Tancredi Brandone        | Partito Socialista Democratico Italiano | Sindaco             | [ 5 ] |
| 28 gennaio 1993 | 24 aprile 1995  | Celso Abbà               | Democrazia Cristiana                    | Sindaco             | [ 5 ] |
| 24 aprile 1995  | 14 giugno 1999  | Francesco Biscia         | Lega Nord                               | Sindaco             | [ 5 ] |
| 14 giugno 1999  | 14 giugno 2004  | Francesco Biscia         | Lega Nord                               | Sindaco             | [ 5 ] |
| 14 giugno 2004  | 5 dicembre 2005 | Riccardo Giuseppe Brusco | Orizzonti nuovi                         | Sindaco             | [ 5 ] |
| 5 dicembre 2005 | 30 maggio 2006  | Francesco D'Angelo       |                                         | Comm. straordinario | [ 5 ] |
| 30 maggio 2006  | 16 maggio 2011  | Piero Sugliano           | lista civica                            | Sindaco             | [ 5 ] |
| 16 maggio 2011  | 6 giugno 2016   | Piero Sugliano           | lista civica Stretta di mano            | Sindaco             | [ 5 ] |
| 6 giugno 2016   | in carica       | Gianni Balbiano          | lista civica Stretta di mano            | Sindaco             | [ 5 ] |

### Altre informazioni amministrative
Il comune fa parte dell'Unione Montana Alta Langa avente sede a Bossolasco.

## Galleria d'immagini

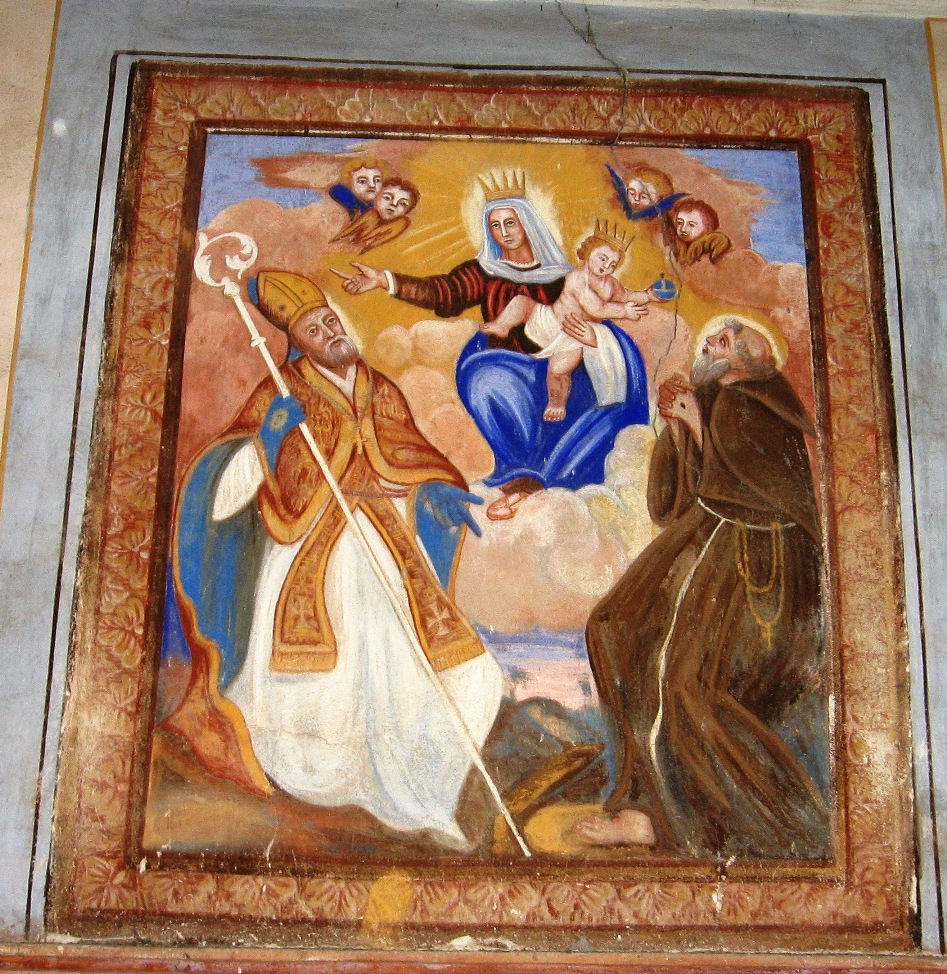
Gorrino - Cappella campestre di San Martino, ex parrocchiale - Affresco absidale. San Martino di Tours e San Francesco d'Assisi - epoca incerta, tra XVI e XVII secolo
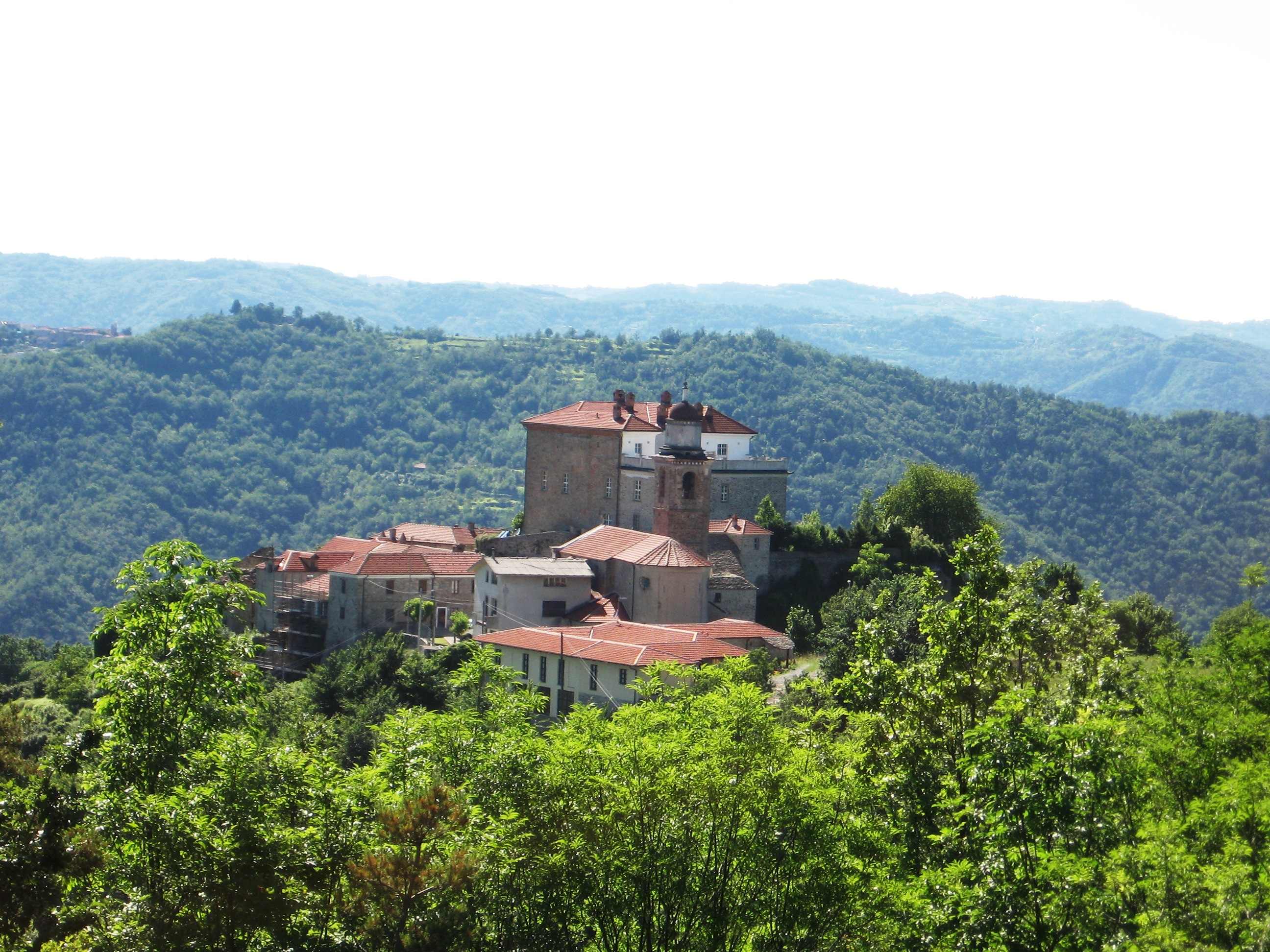
Il Borgo Medioevale di Gorrino dalla Cappella dell'Annunciazione.
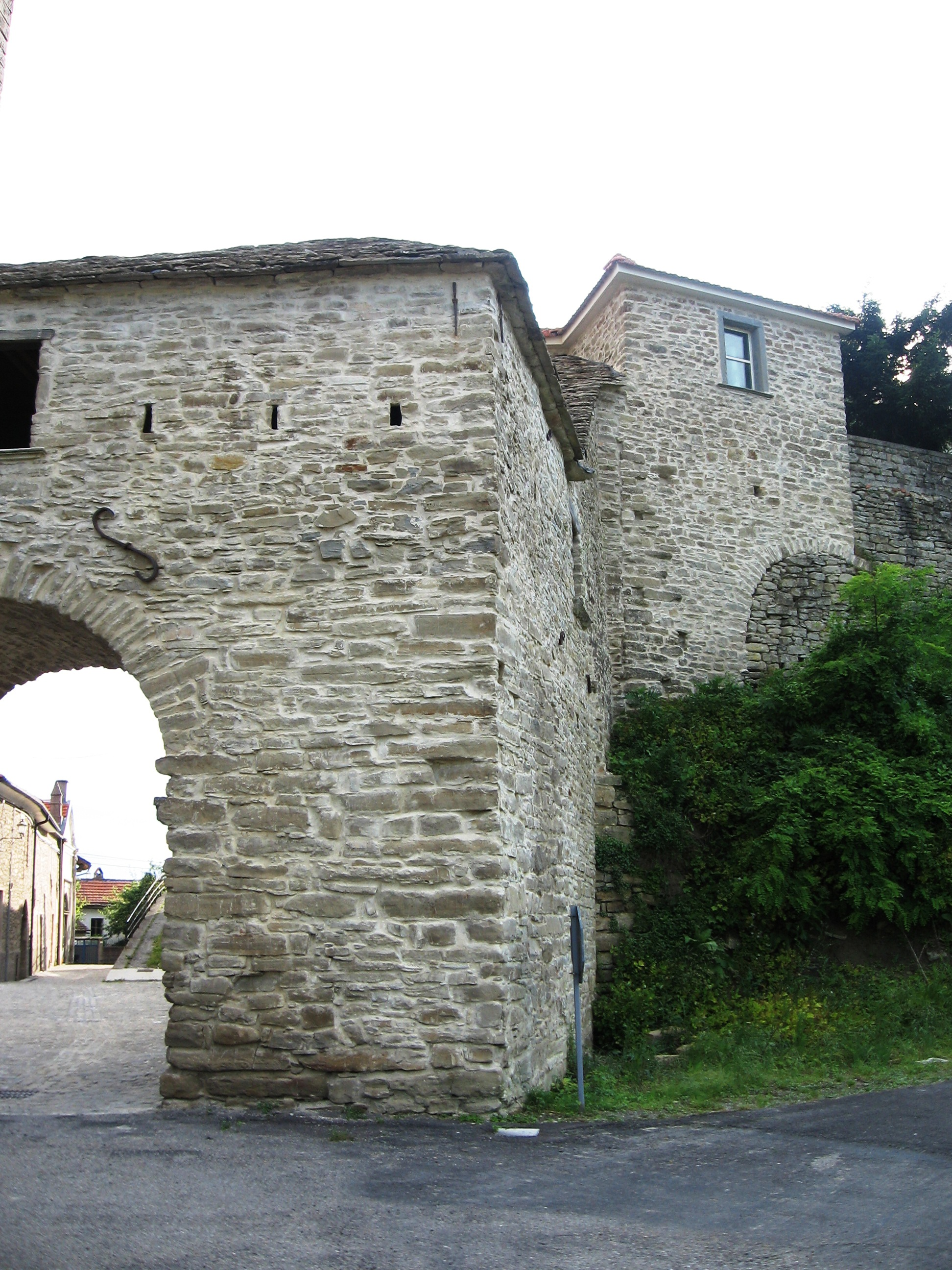
Gorrino. L'accesso al borgo antico dal lato nord est.
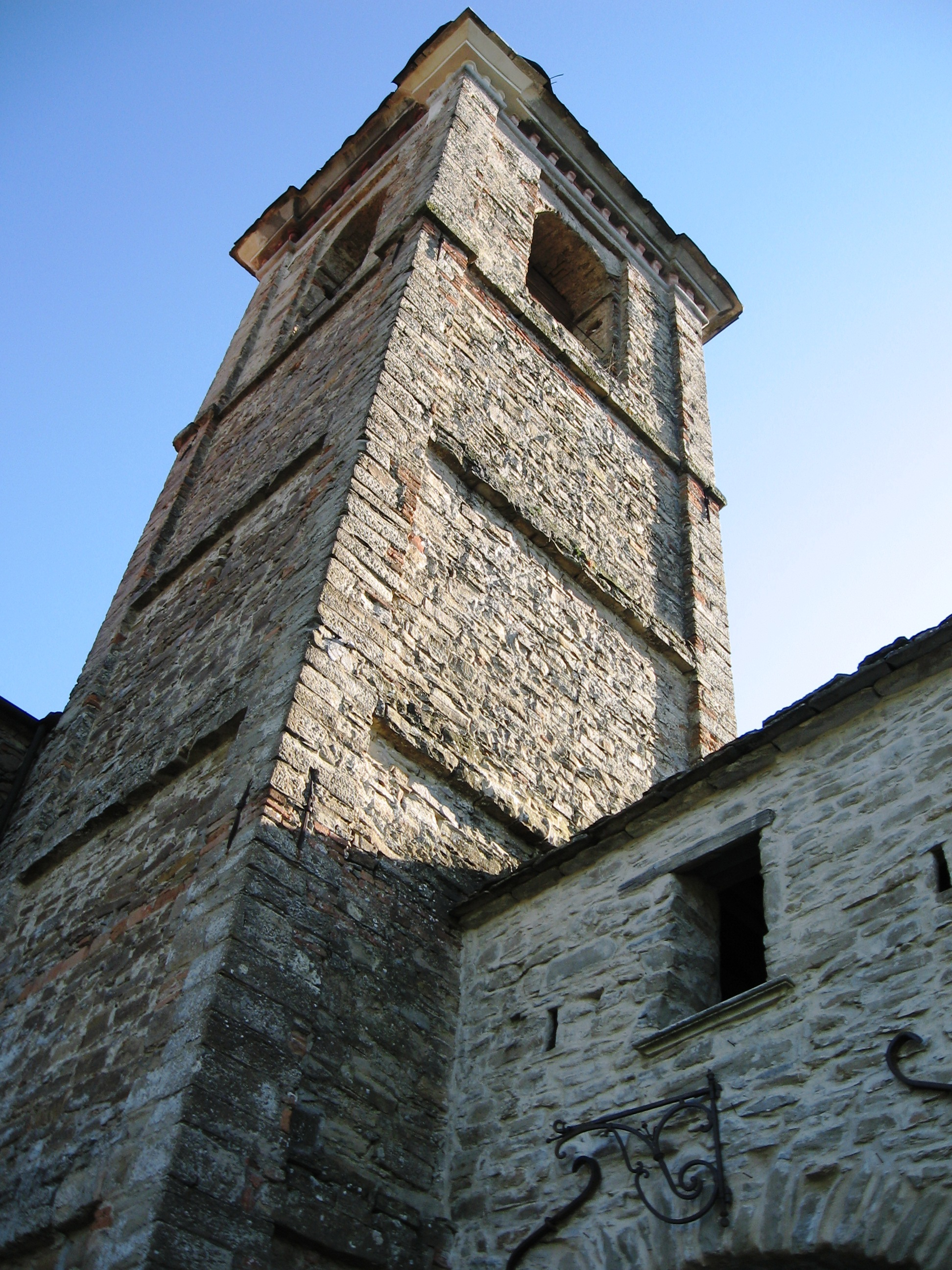
Gorrino. Prospettiva dal basso dello spigolo del campanile della Parrocchiale.
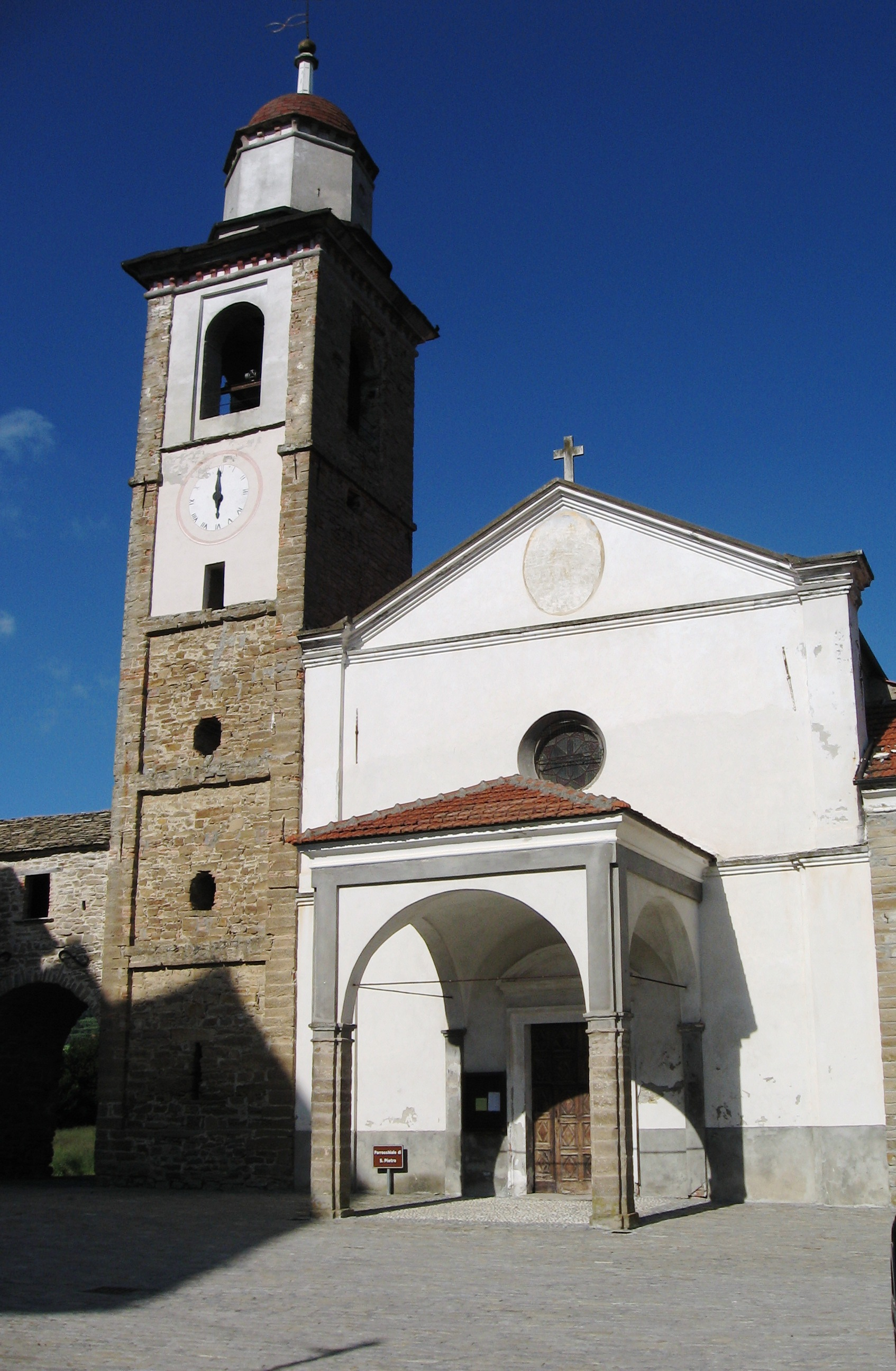
Gorrino. Chiesa Parrocchiale di San Pietro in Vincoli. Sec. XVIII/XIX
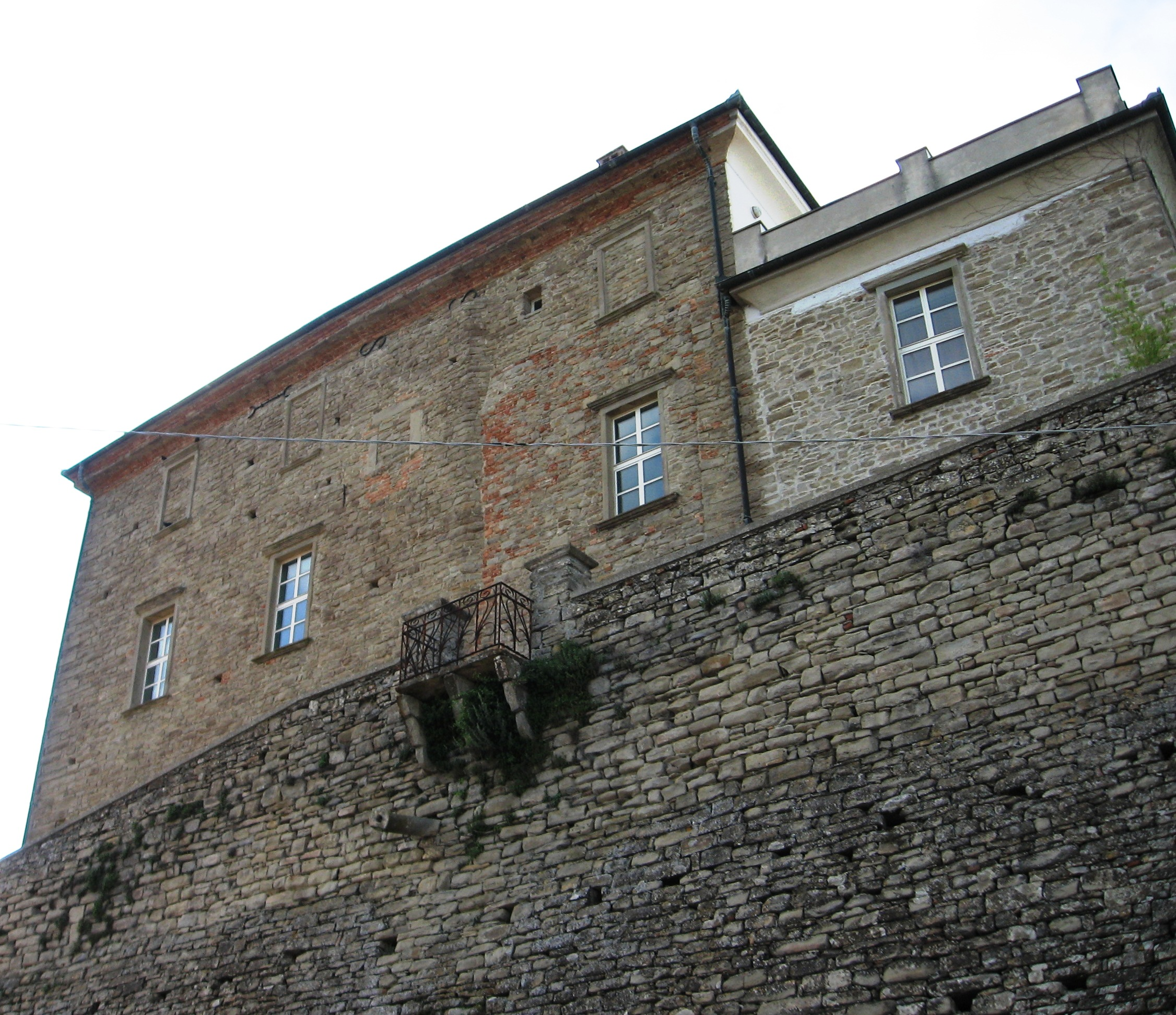
Gorrino. Il Castello dalla Piazza San Pietro.
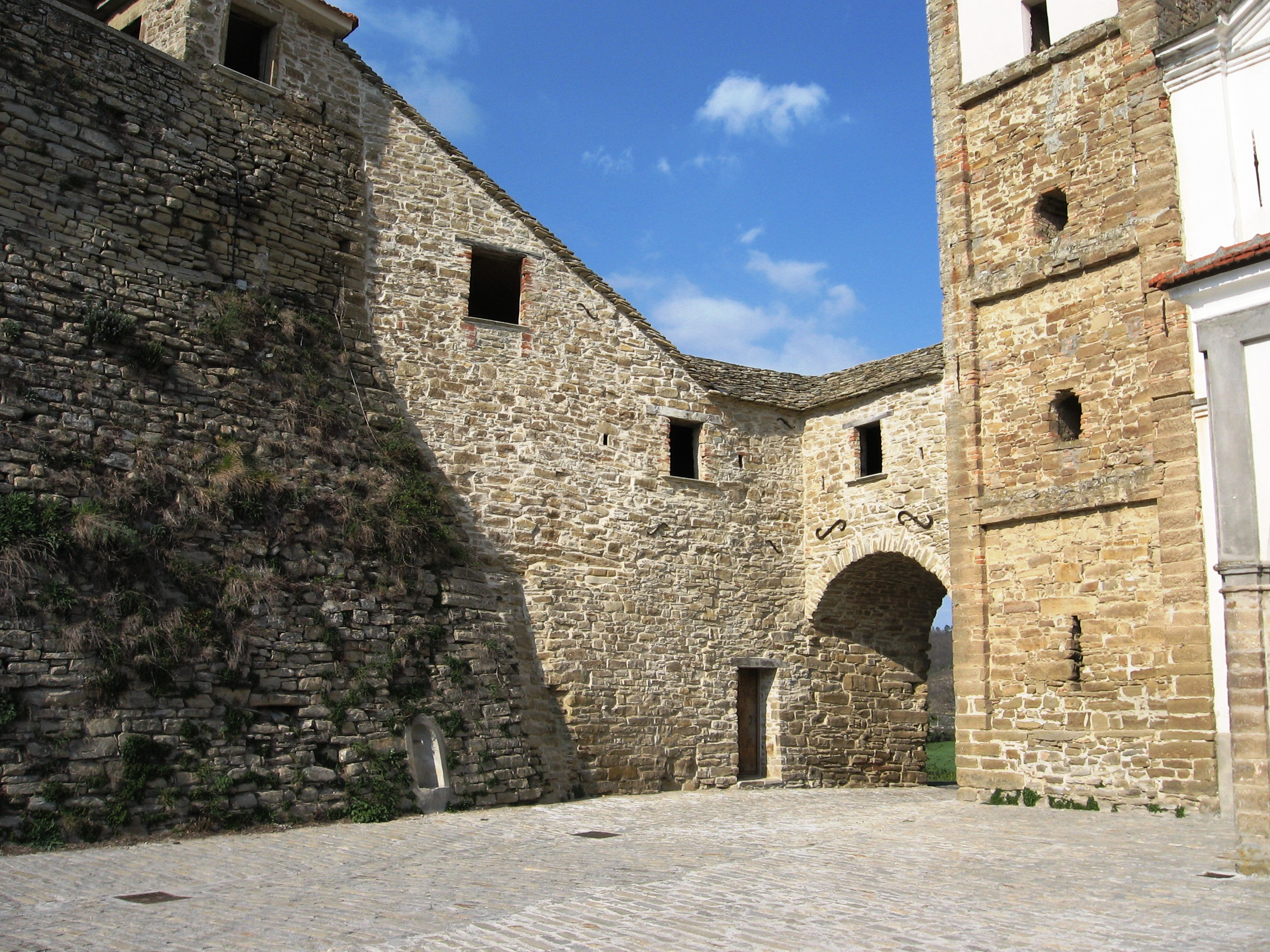
Gorrino - Accesso alla piazza San Pietro del borgo antico dall'arco a nord-est
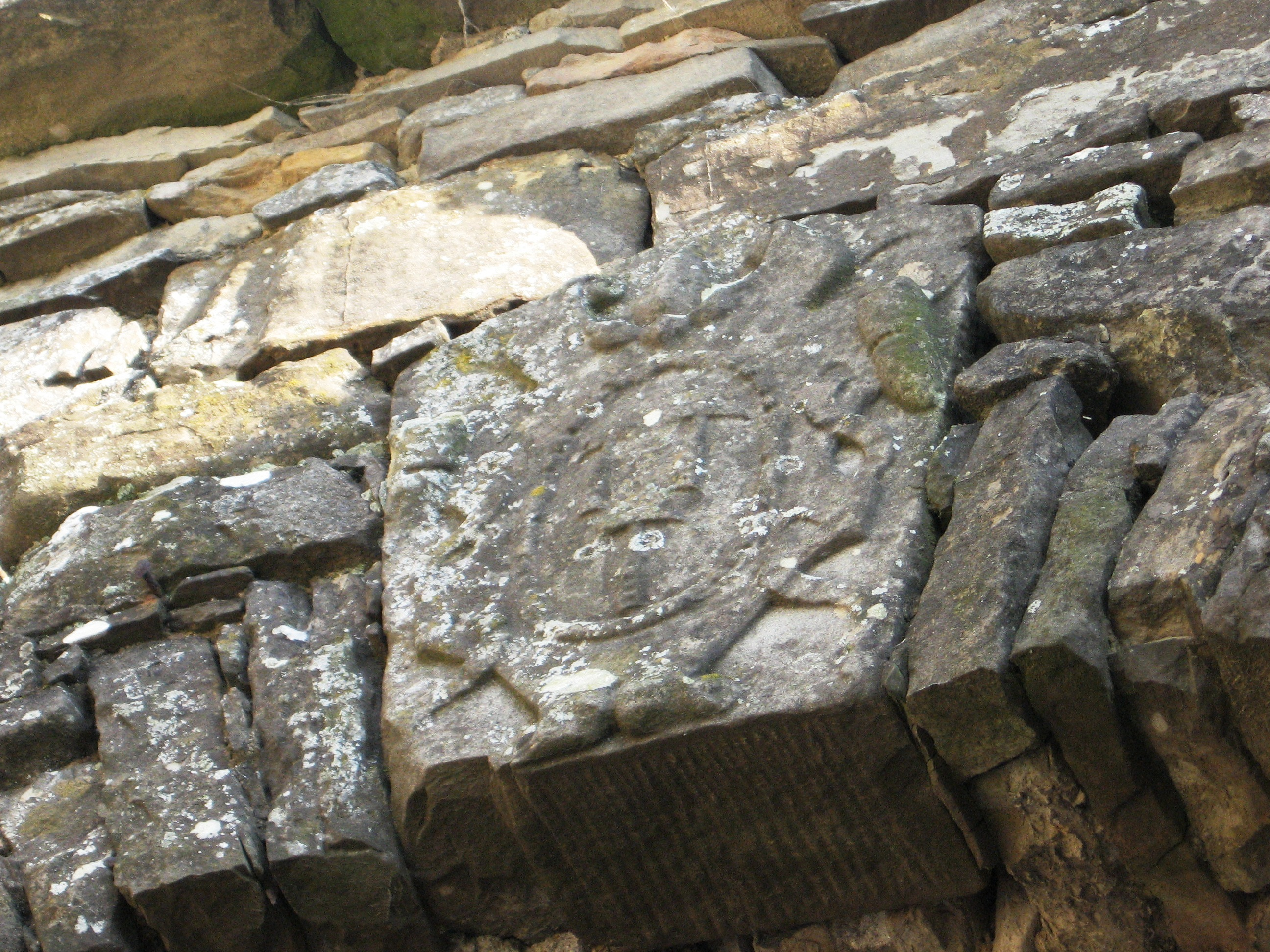
Gorrino. Stemma di fattura barocca dei Marchesi di Ponzone, sull'arco verso la Valle Uzzone e Cortemilia (detto Porta Fredda).
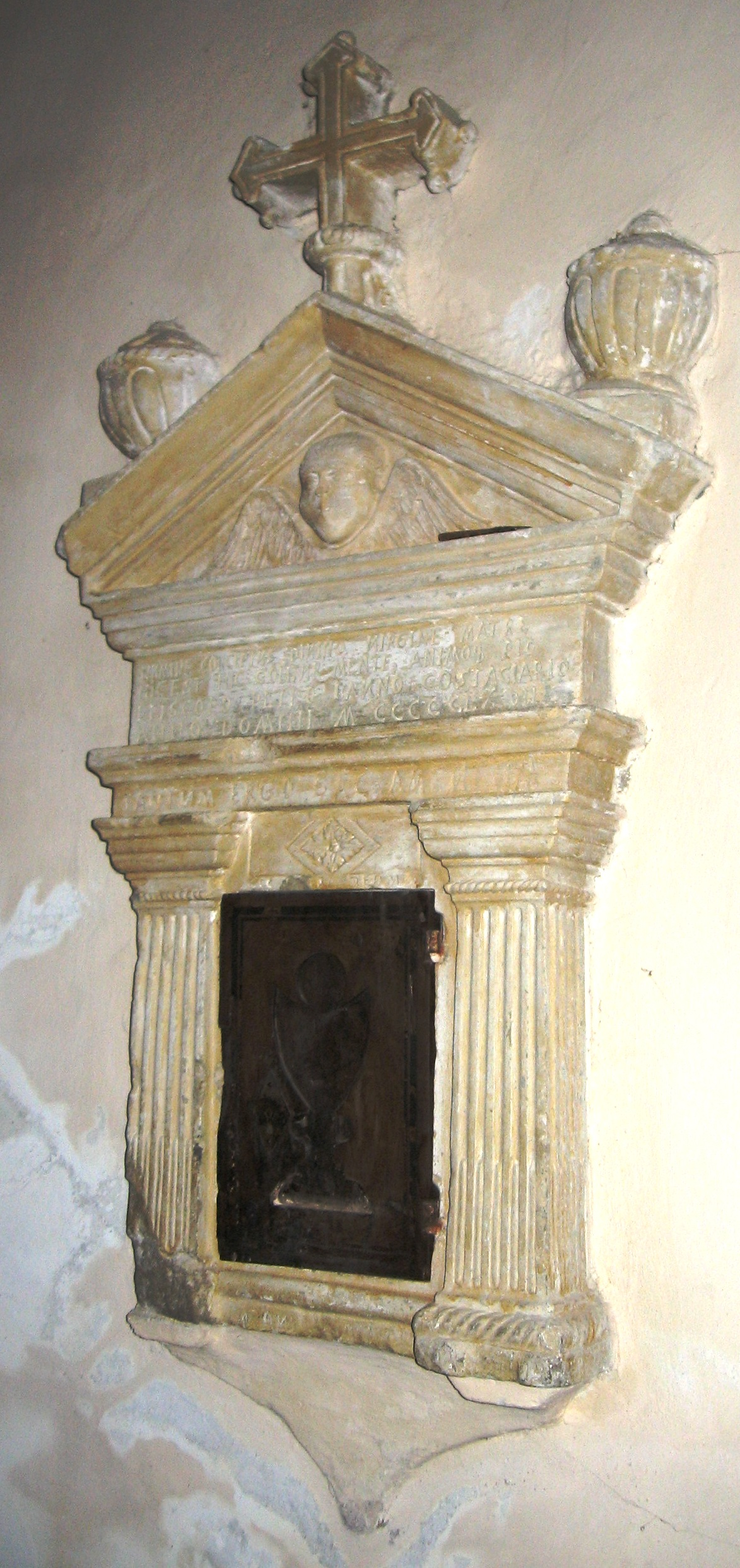
Gorrino. Parrocchiale di S. Pietro. Ciborio in pietra con epigrafe datata luglio 1560. Vi è citato Pietro Fauni da Costacciaro (PG), vescovo di Acqui dal 1558 al 1579.
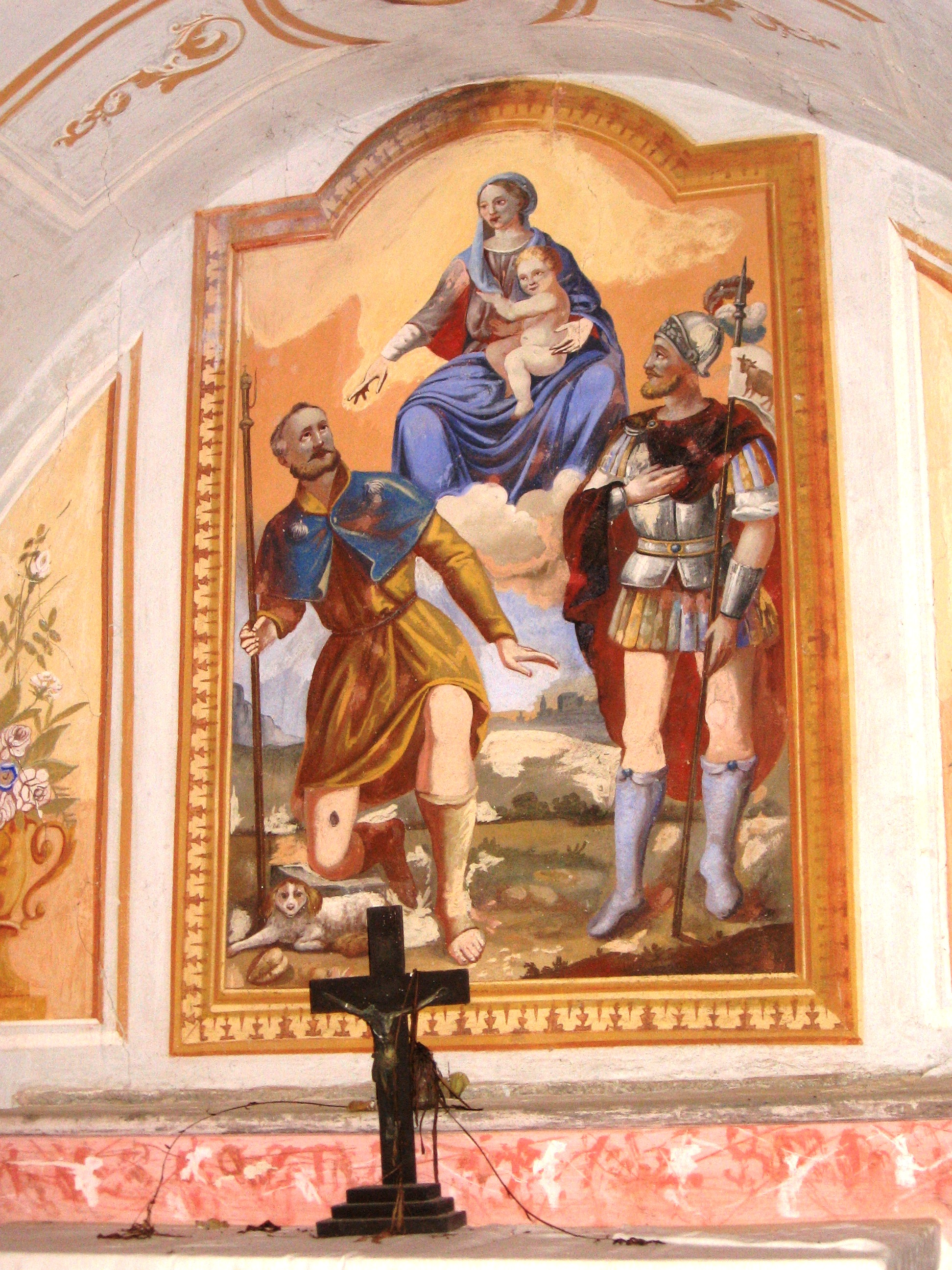
Gorrino. Piovero. Cappella Campestre di San Rocco. La Vergine e i santi Rocco (a sin.) e Bovo. Sullo sfondo il borgo di Gorrino. XVII/XVIII secolo.
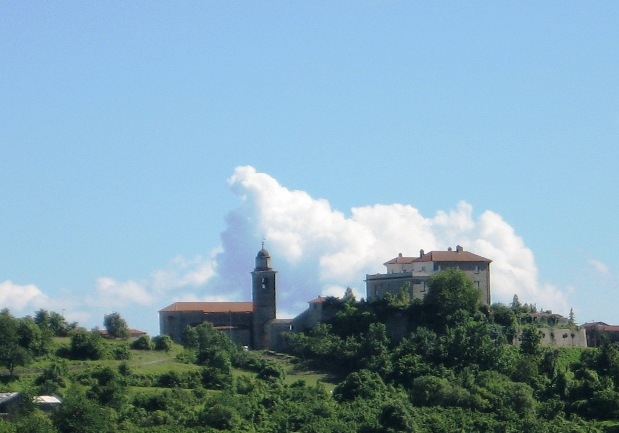
Gorrino. Il Borgo Medioevale visto da Piovero e nuvole bianche sullo sfondo.
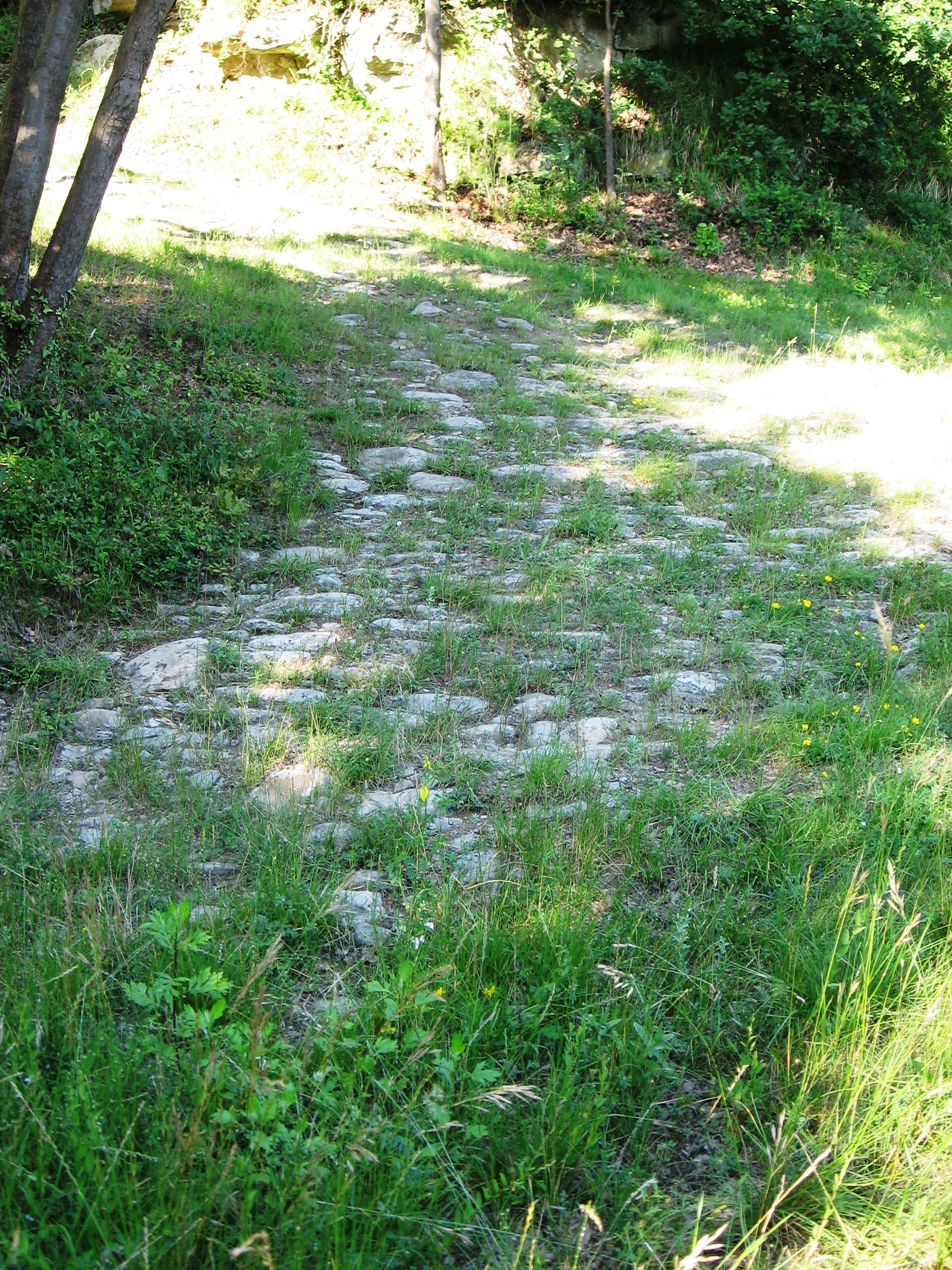
Via lastricata,"VI pedum lata" che congiunge il Bricchetto, sulla Provinciale, col Castello di Gorrino, passando davanti a San Sebastiano. Passeggiata suggestiva.
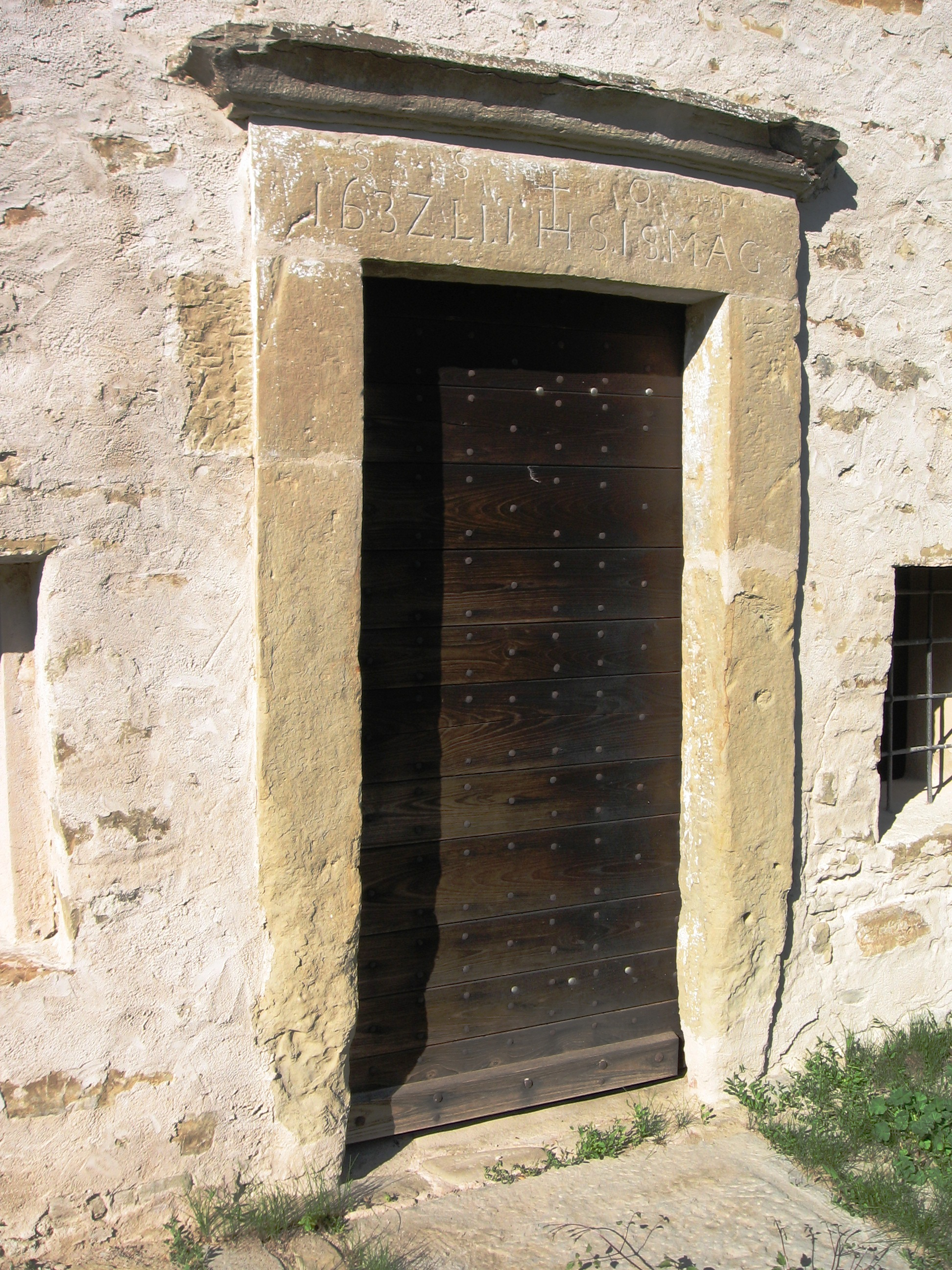
Portale in arenaria della cappella campestre di San Sebastiano. Reca la data del 19 maggio 1637 e il monogramma IHS di San Bernardino da Siena.
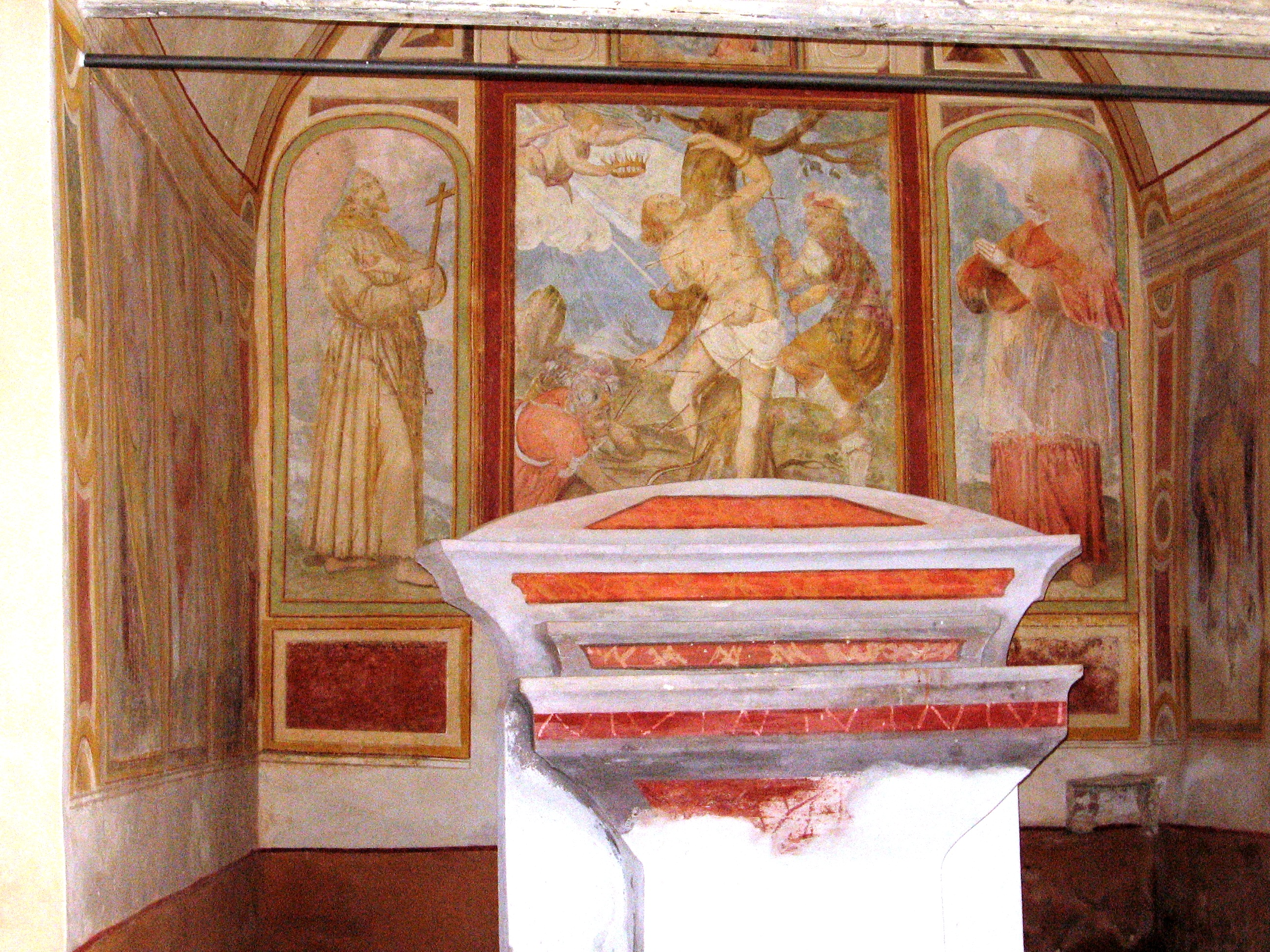
San Sebastiano. Ciclo pittorico del XVII secolo. Parete di fondo. San Sebastiano tra i Santi Francesco d'Assisi e San Carlo Borromeo.
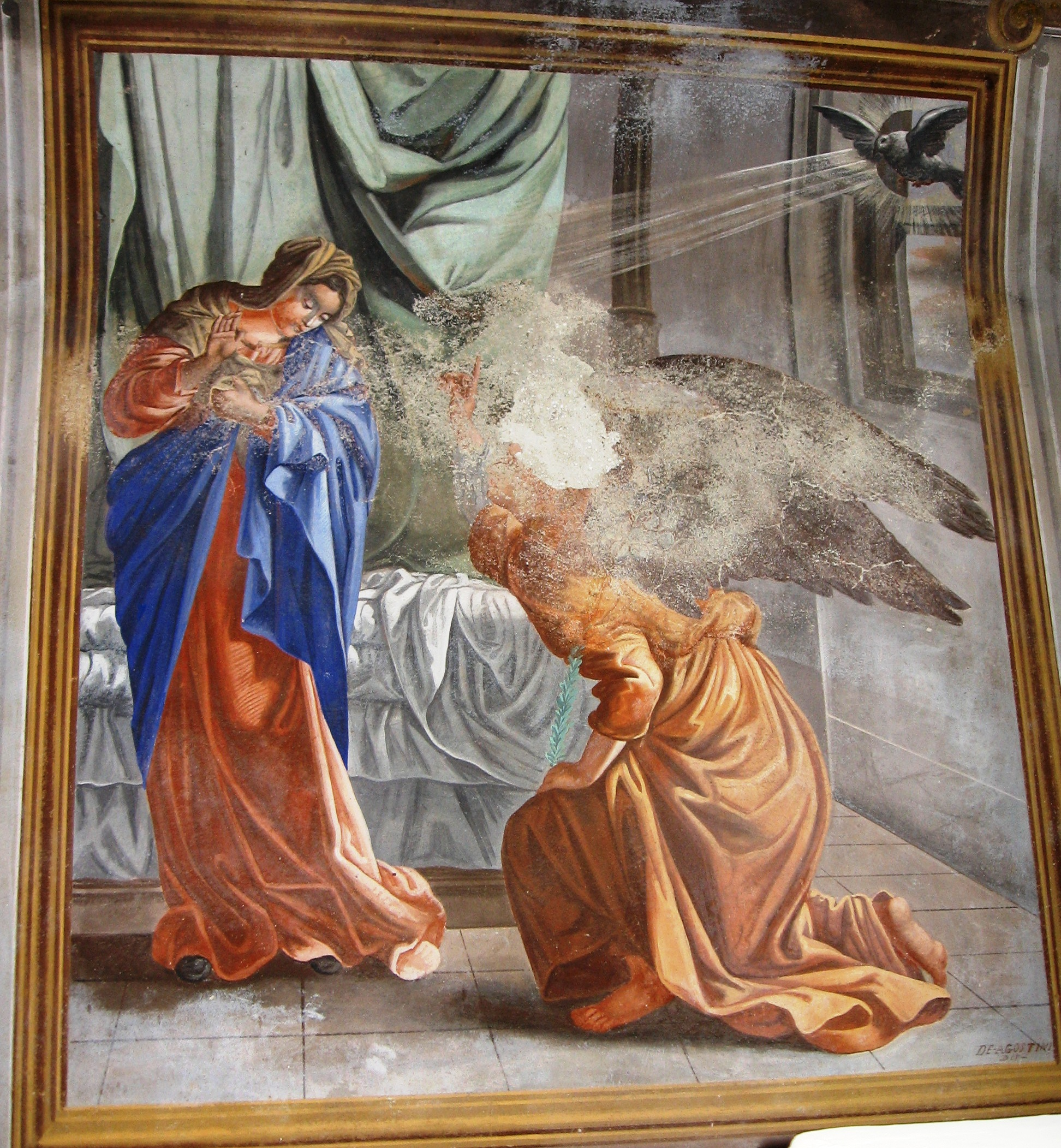
Gorrino. Cappella dell'Annunciazione. Sec. XVII. Affresco della parete di fondo, restaurato nel 1864 su un dipinto probabilmente coevo dell'edificio. Spicca il vigore compositivo e cromatico e la maestria dei sontuosi panneggi.
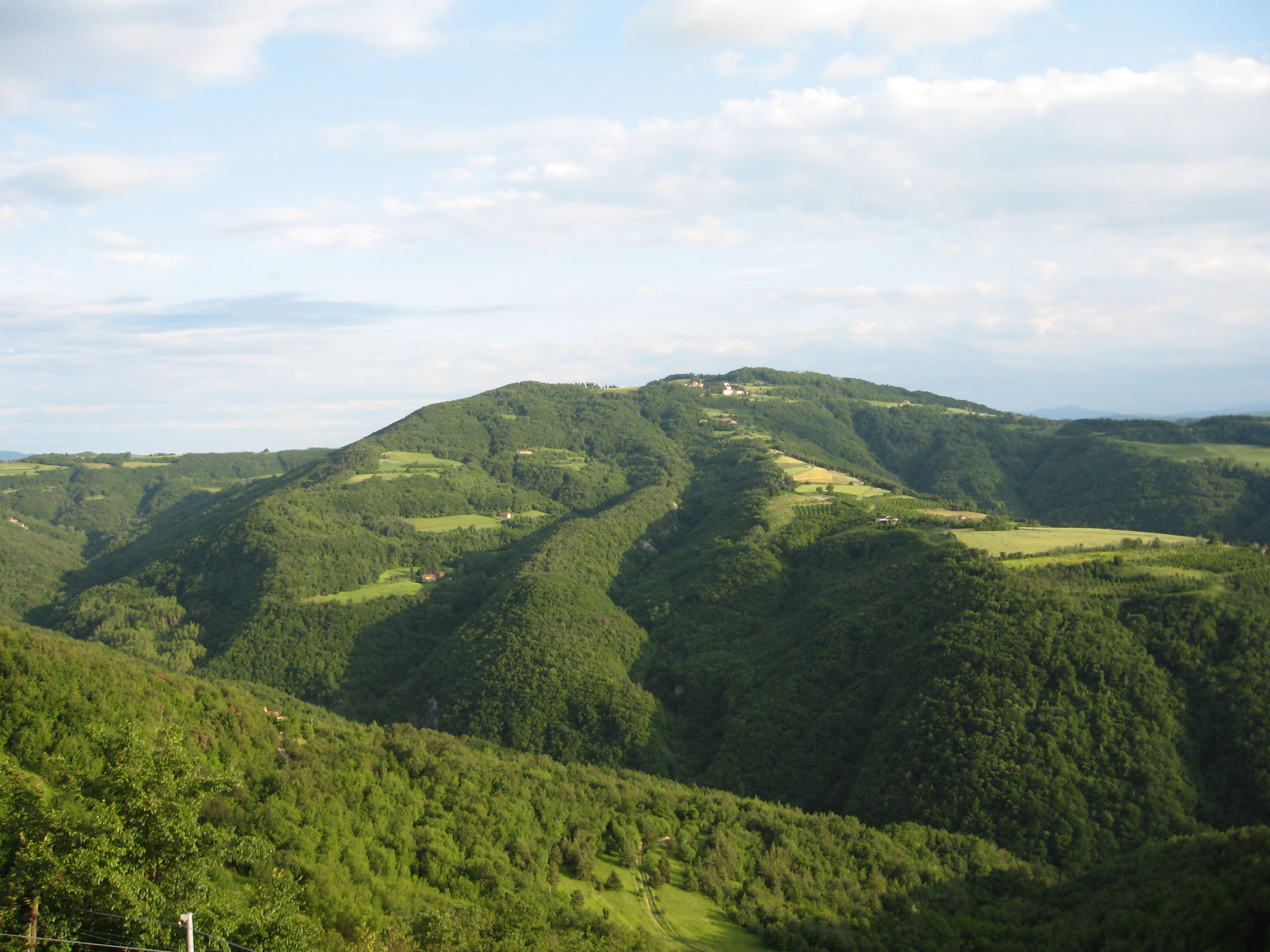
Il Colle del Todocco. Veduta dal Castello di Gorrino.
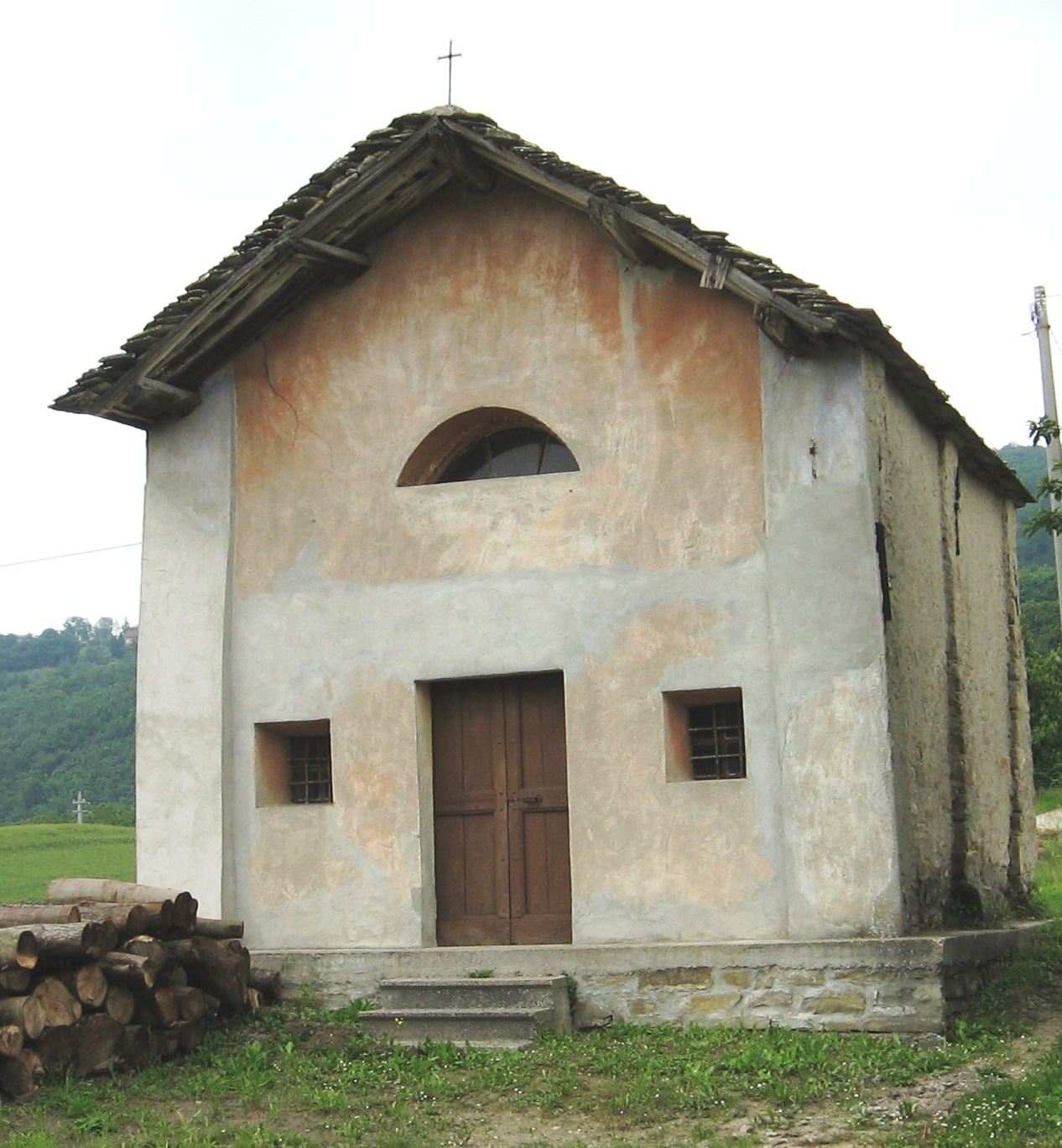
Todocco. Cappella Campestre delle Sjure (Case Mozzi), Madonna della Neve. Sulla parete di fondo ospita un vigoroso affresco della Vergine con Santi.
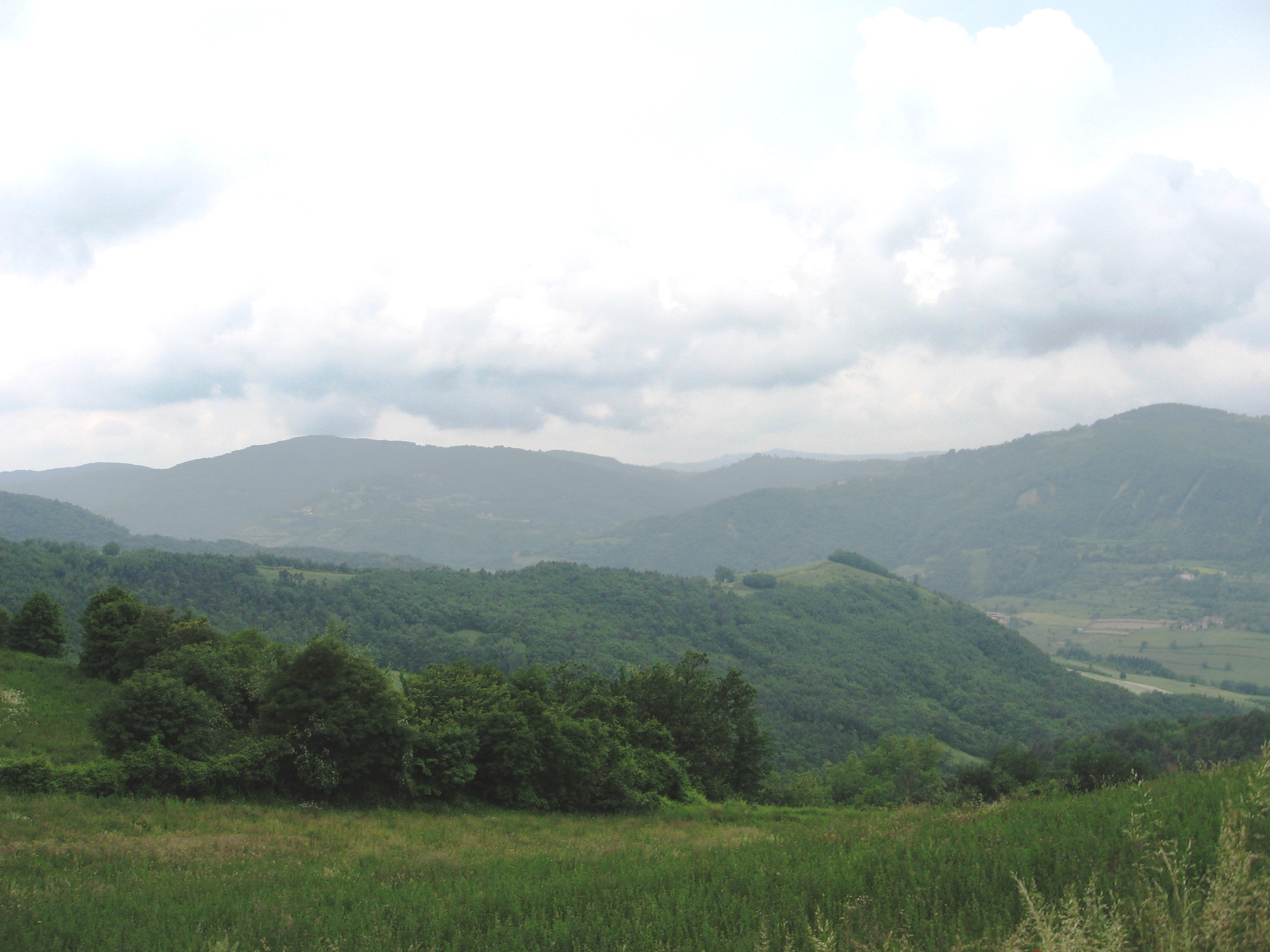
Todocco. Veduta della Valle dell'Uzzone dalle Sjure (Case Mozzi).
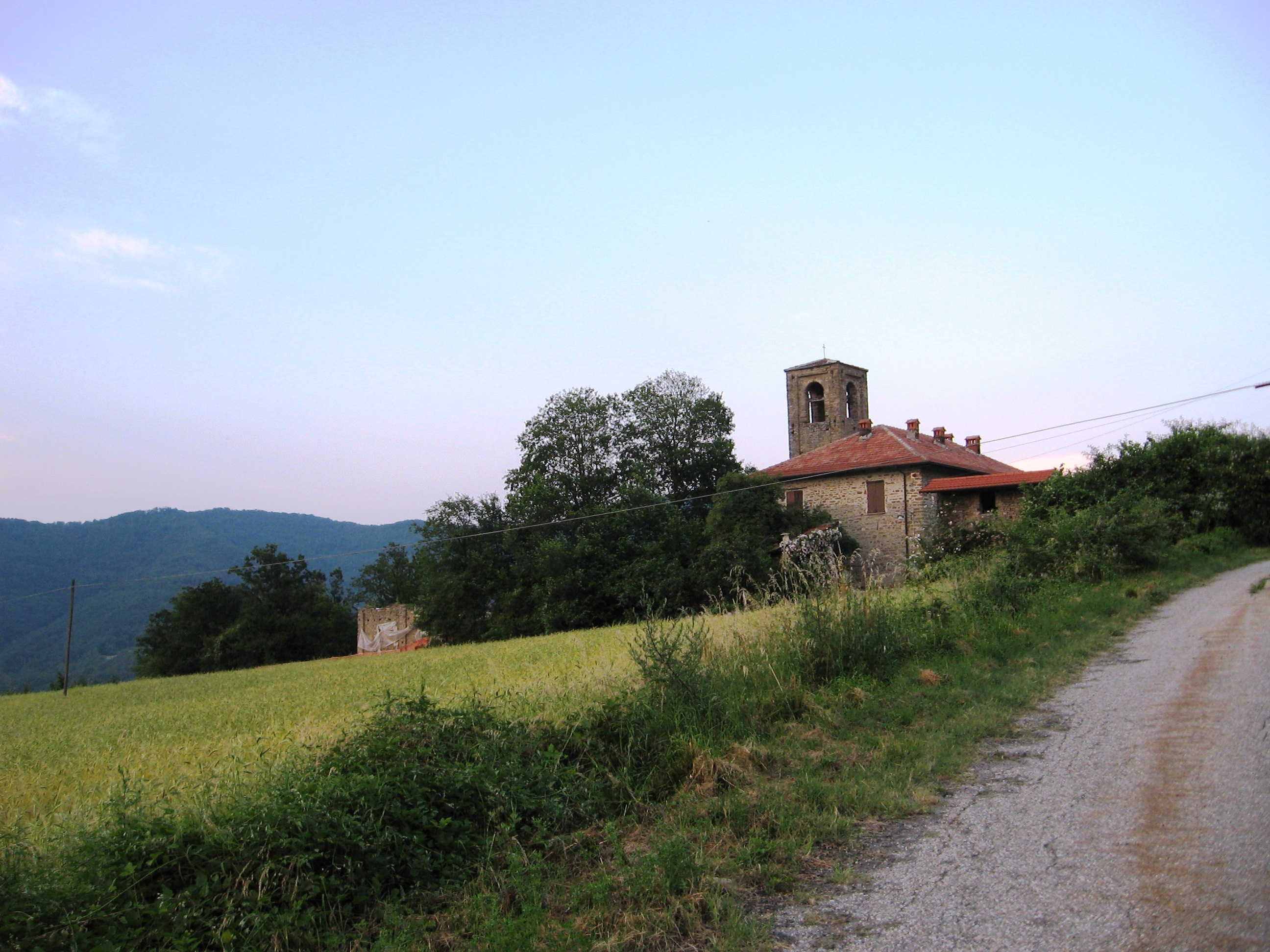
Torre Uzzone. Il sito dell'antica Chiesa Parrocchiale di San Bartolomeo e ruderi.
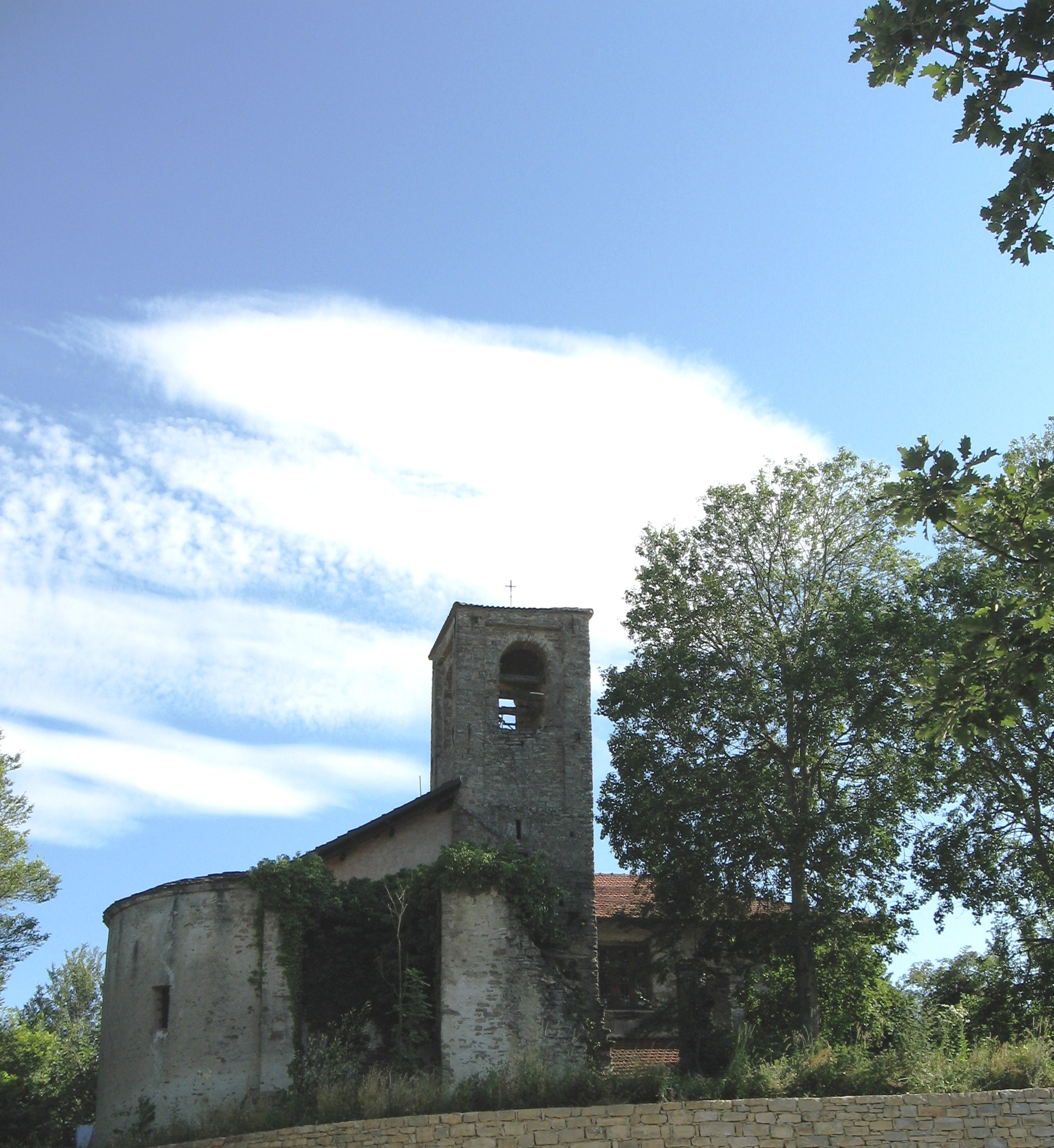
L'abside e il Campanile della Parrocchiale di Torre Uzzone. Ruderi.
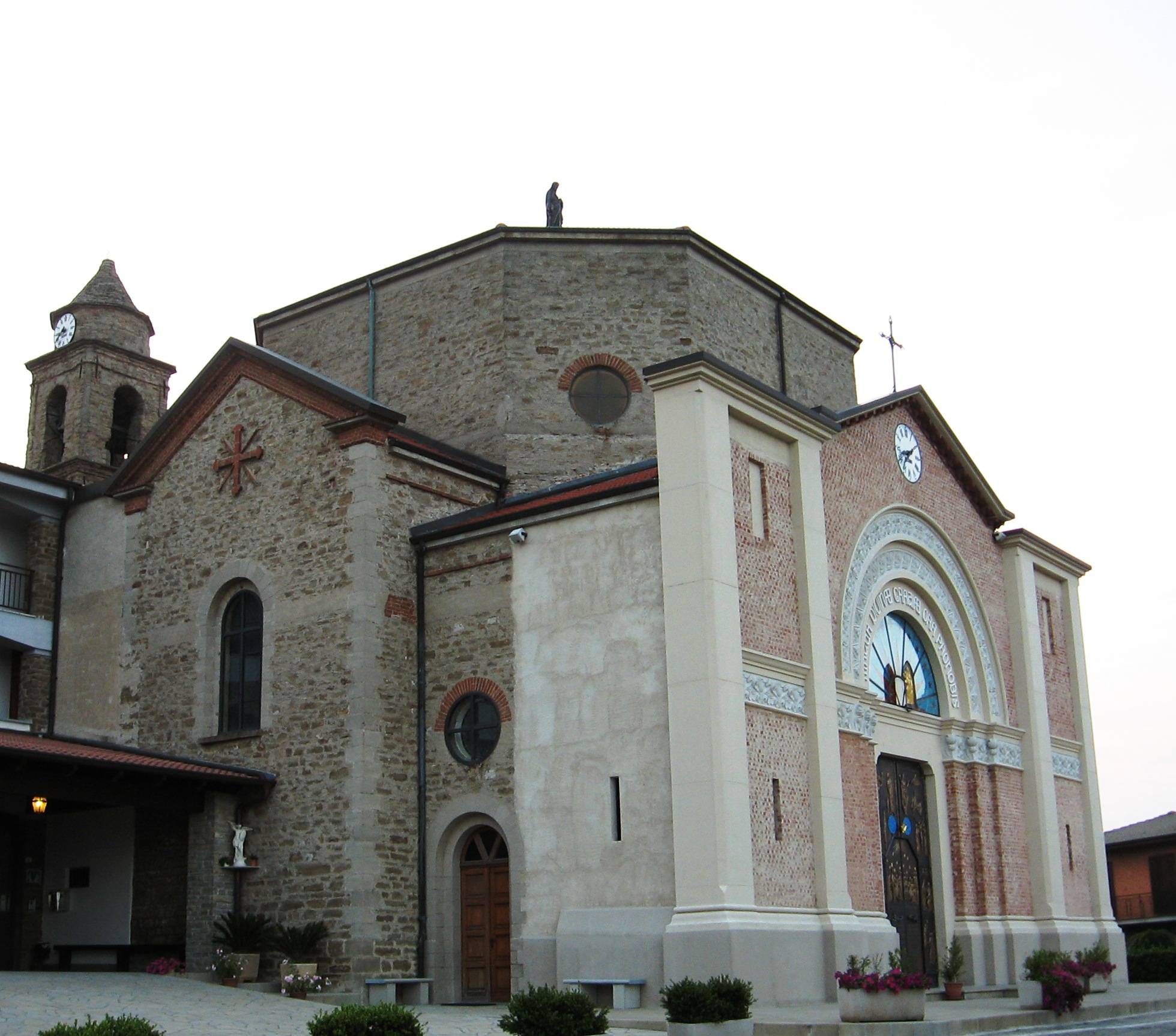
Il Santuario della Madonna della Divina Grazia al Colle del Todocco. L'edificio risale agli anni '30 del '900, sui resti di una chiesa più antica.
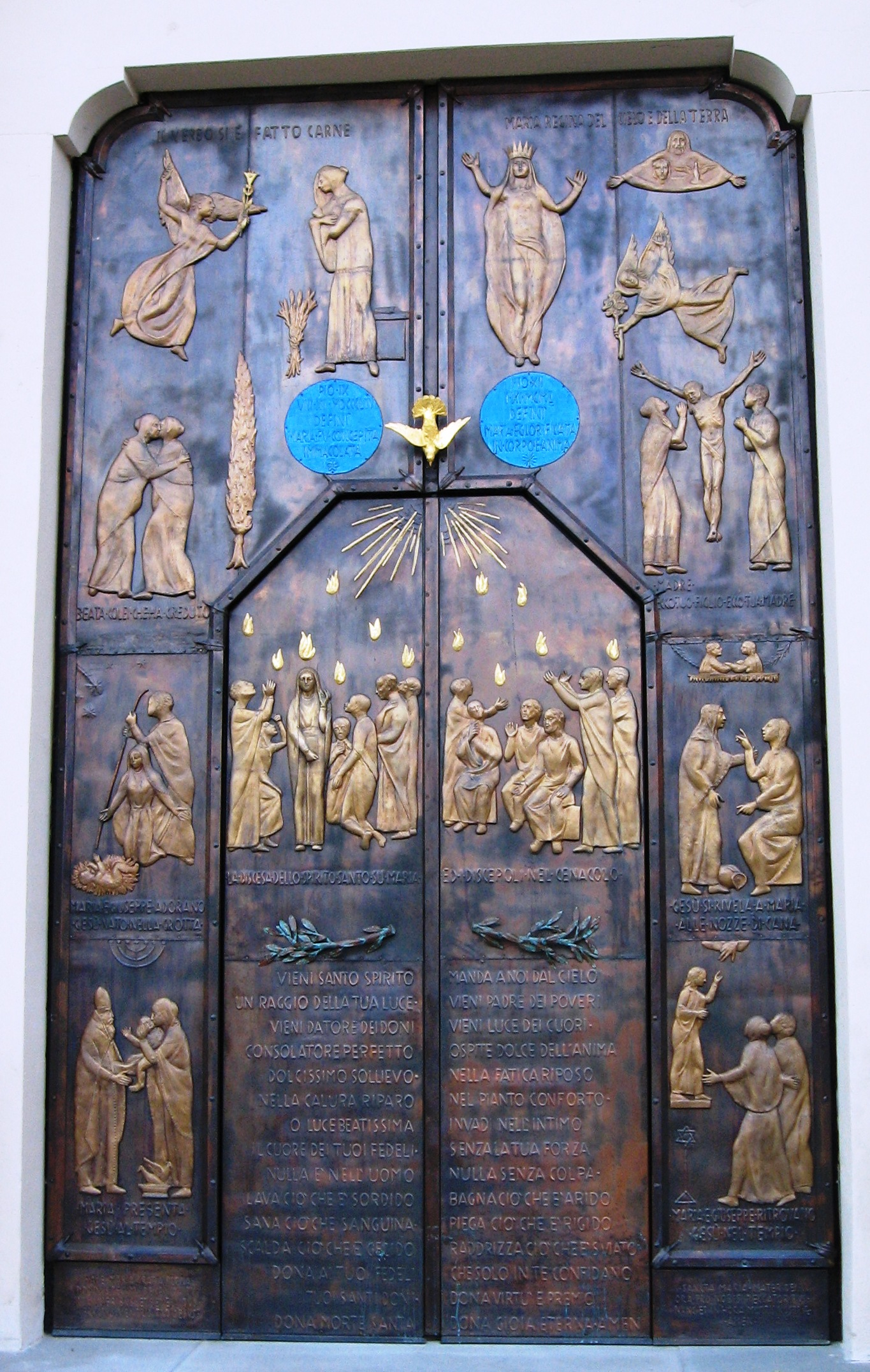
Il nuovo Portale del Santuario del Todocco (2007). Episodi della Storia di Maria in rame sbalzato. L'interno ripete la struttura e l'iconografia dell'esterno.
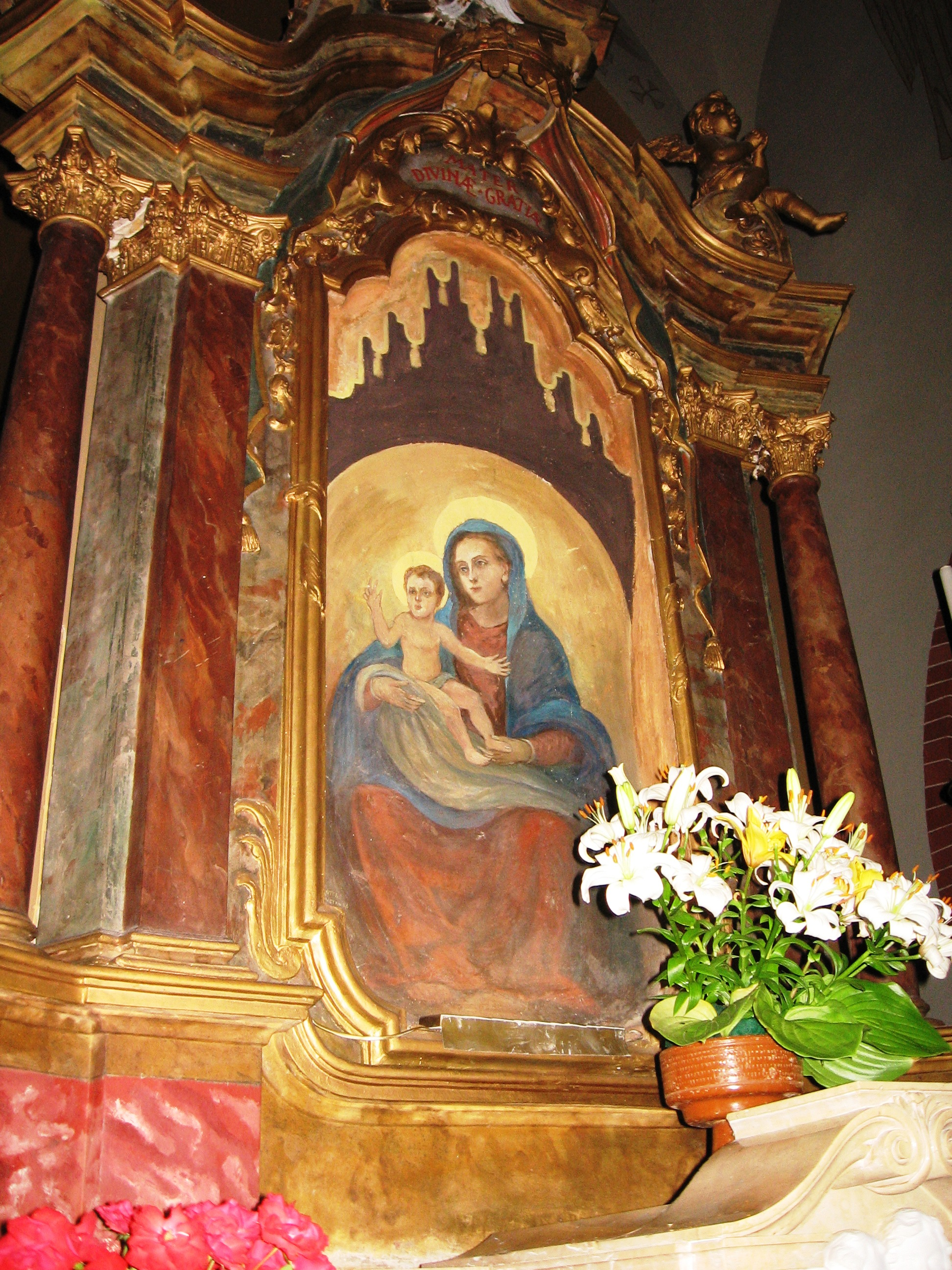
Il pilone della Madre della Divina Grazia dove sarebbe avvenuto l'episodio della guarigione della fanciulla sordomuta e successivamente incluso nel Santuario.
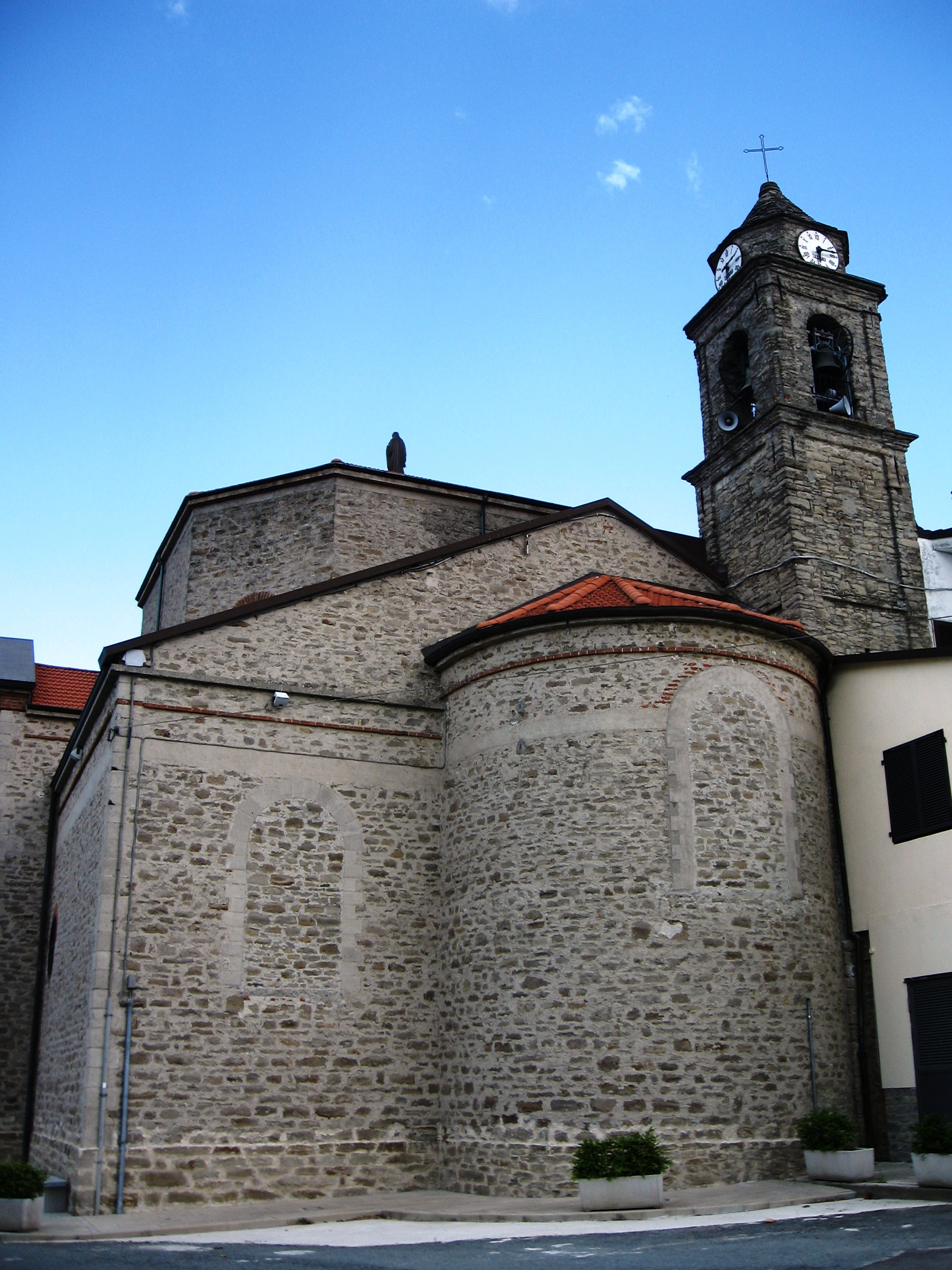
IL Santuario del Todocco. Veduta posteriore.
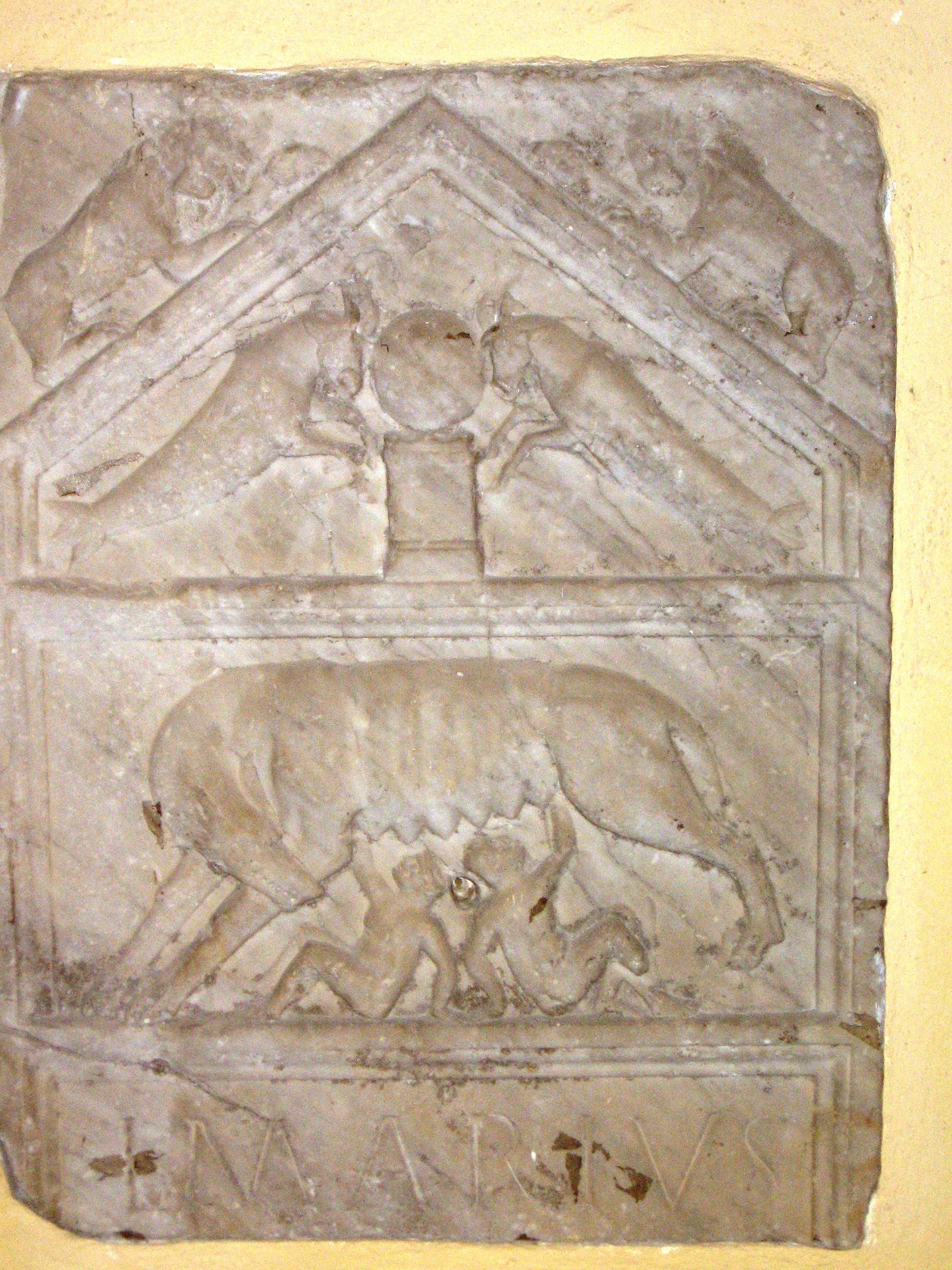
La stele romana tronca di Lucius Marius. Vedi testo.
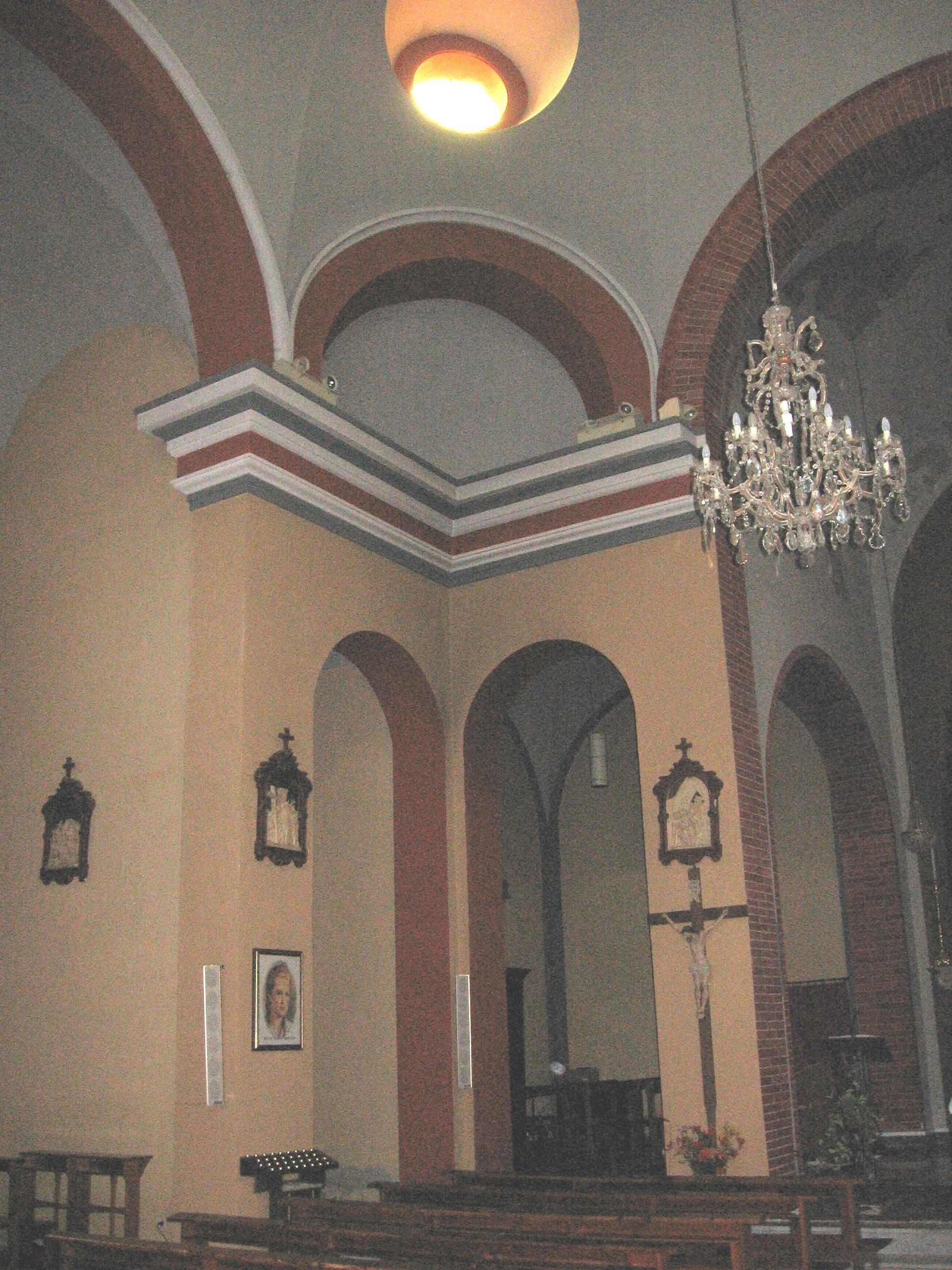
Interno del Santuario, dopo recenti restauri.
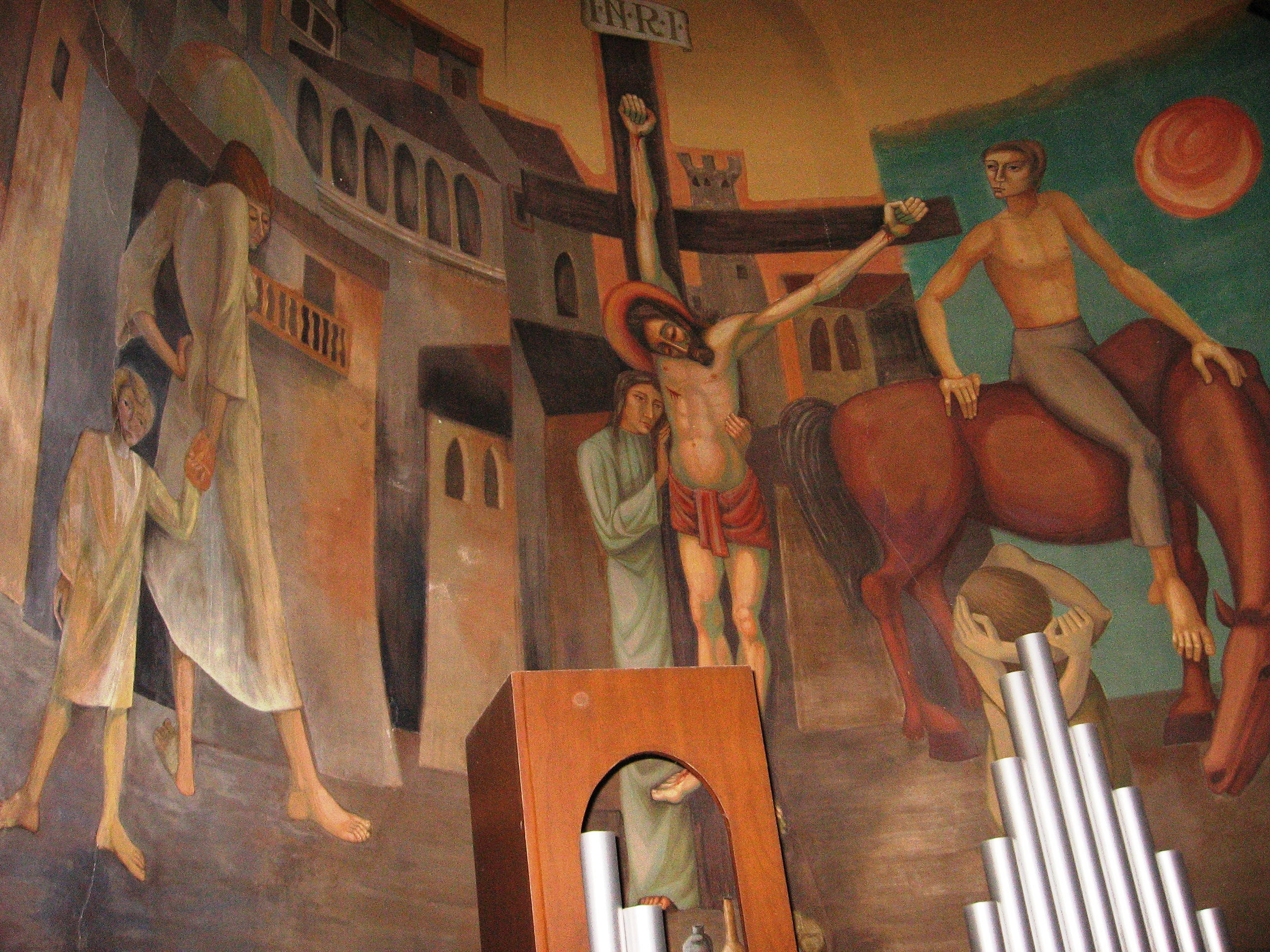
L'affresco dell'abside del Santuario, opera del pittore G. Manenti del 1961. L'autore inserisce in un ambiente ispirato alla pittura gotica elementi di modernità e originalità nei simbolismi e nella struttura compositiva.
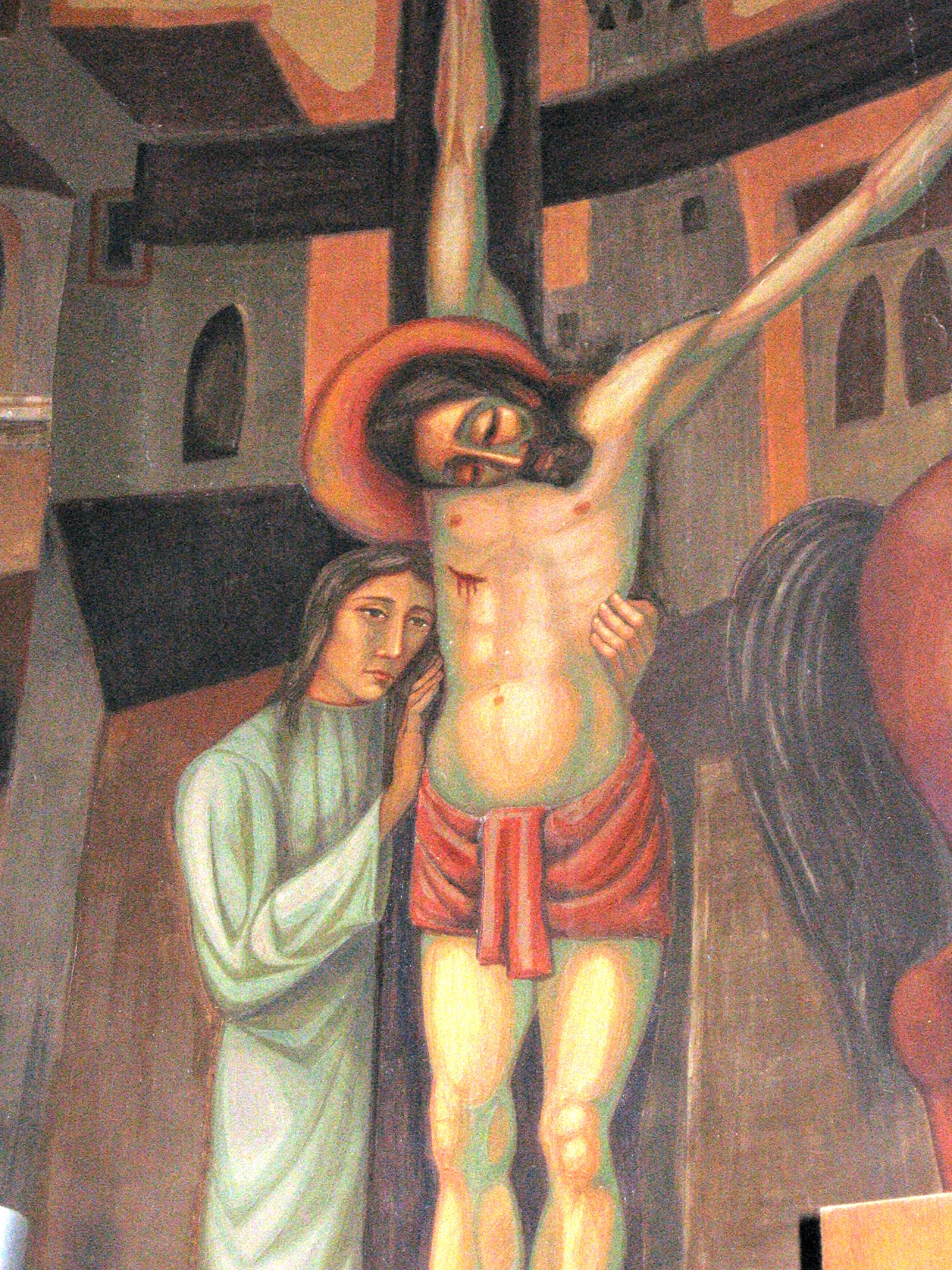
Particolare dell'affresco absidale. Maria dolente abbracciata al Cristo crocifisso.
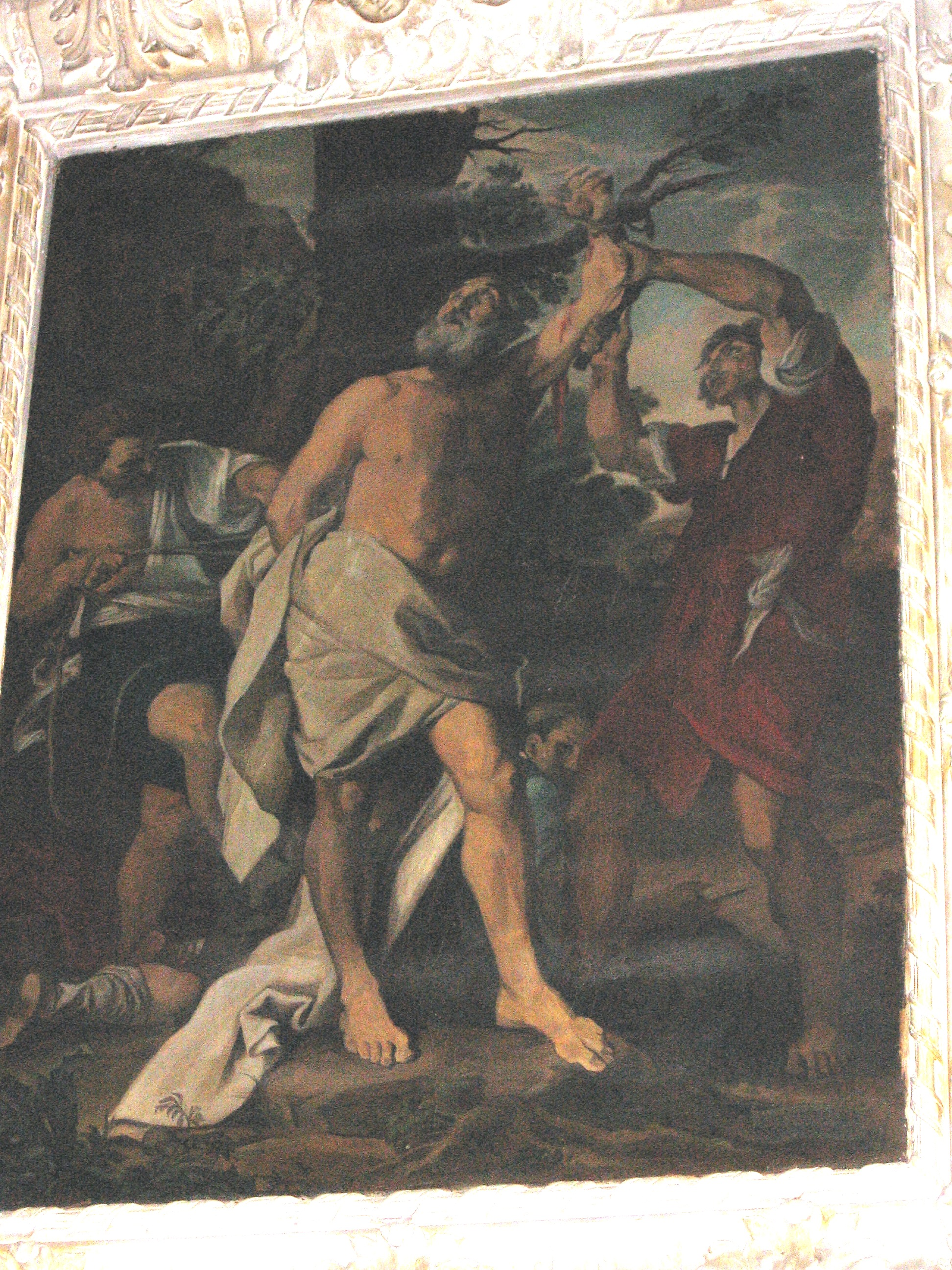
Santuario del Todocco. Cappella di sinistra: Il martirio di Can Bartolomeo. Copia da pittore secentesco (Salvator Rosa?)
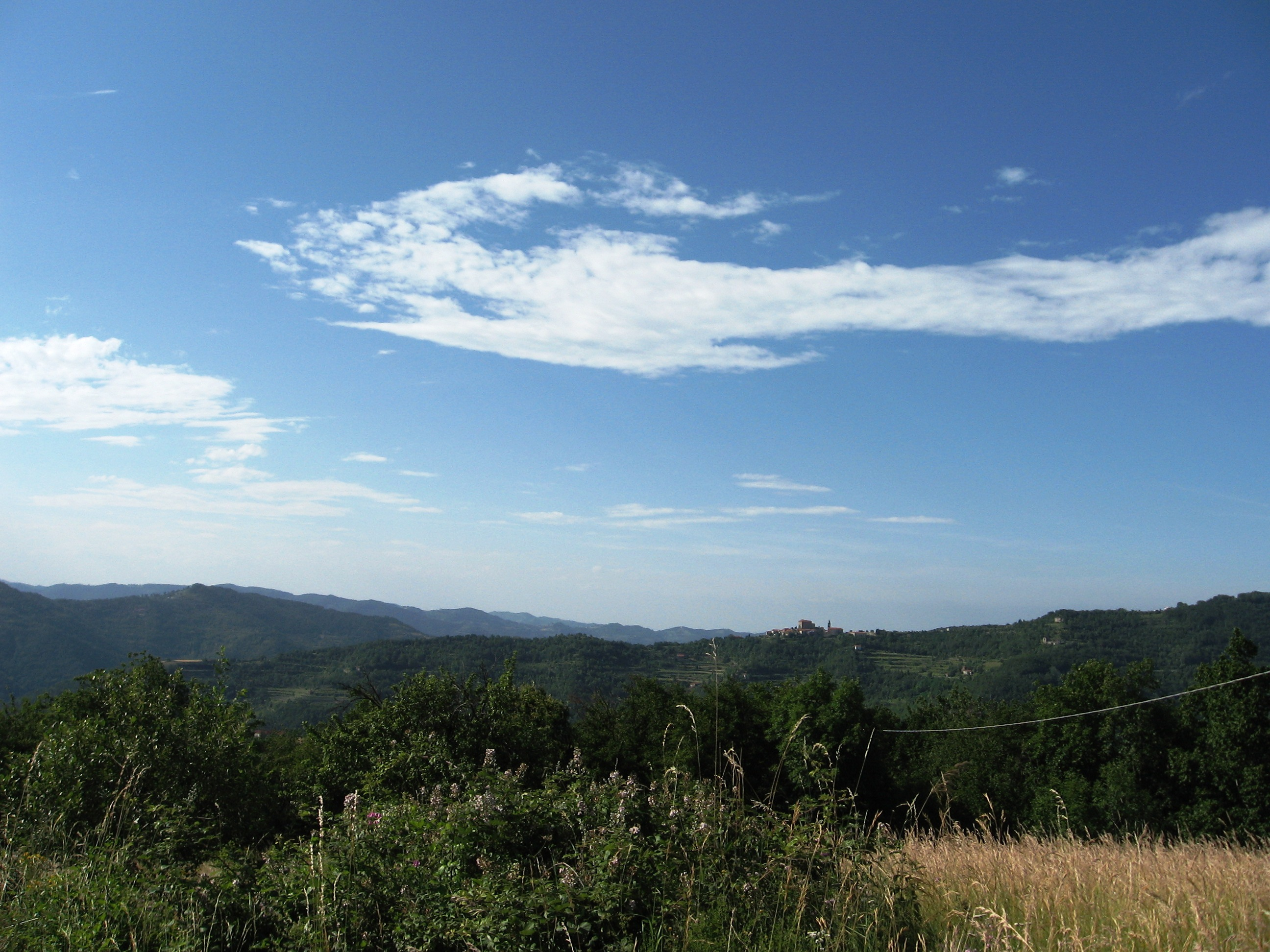
Vasti orizzonti e cieli sconfinati sulla Langa dal Todocco.
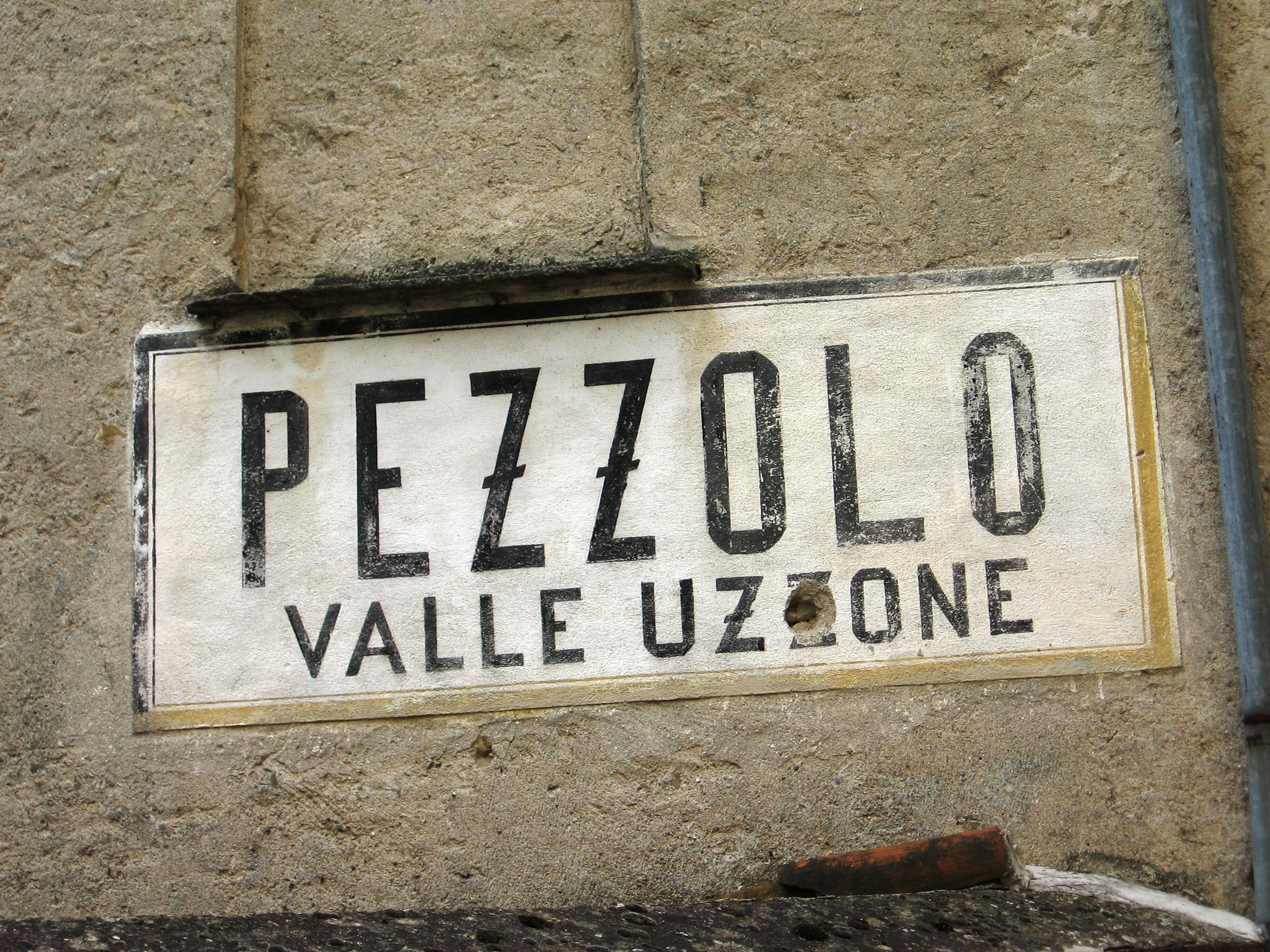
Pezzolo. Insegna urbana che conserva il foro di un proiettile di mitragliatrice della battaglia del 3 ottobre 1944 - La Zeta di Pezzolo.
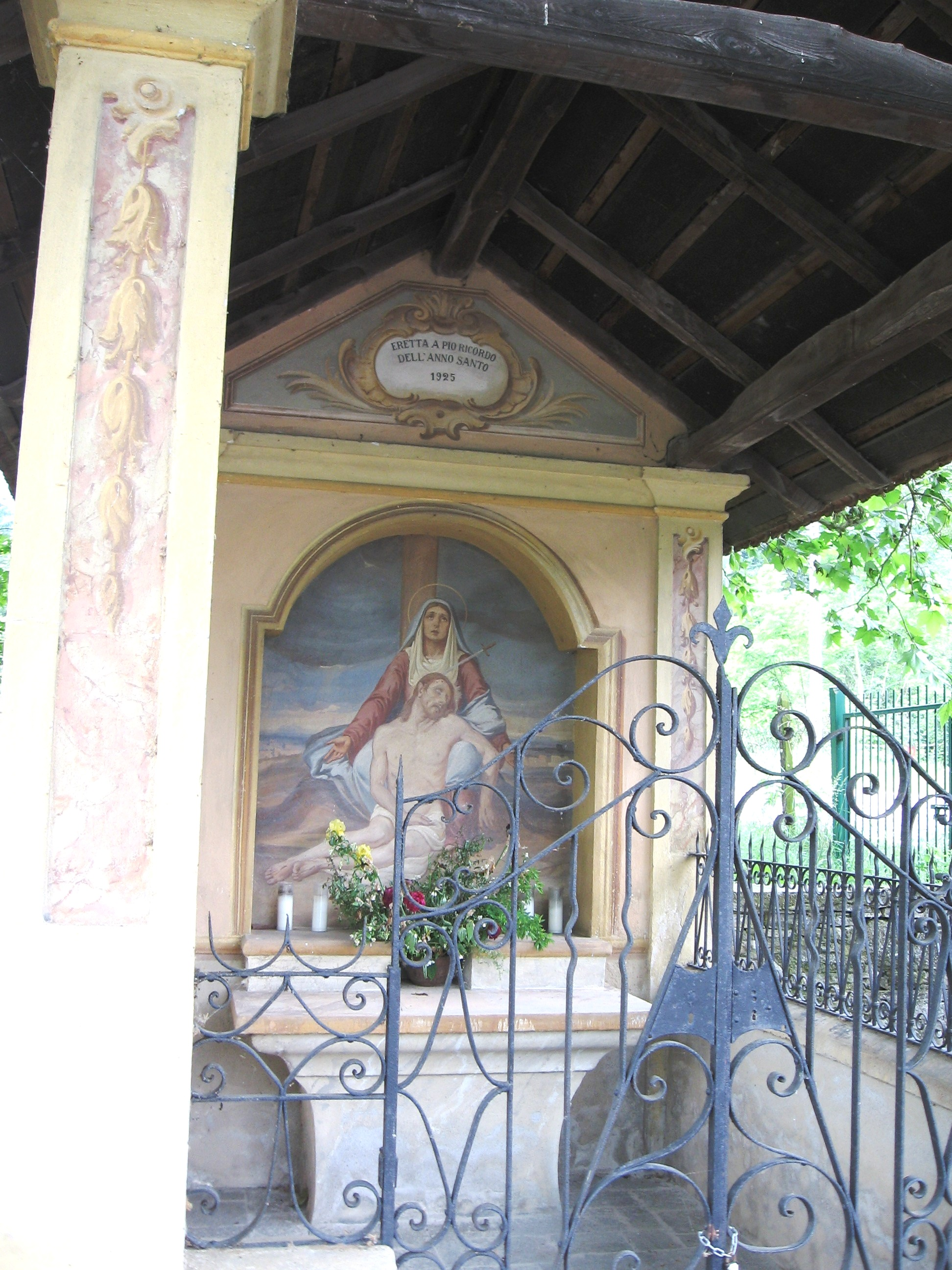
Pezzolo. Edicola "della Pietà" (o della Madonna Addolorata) eretta all'ingresso del paese per l'Anno Santo 1925
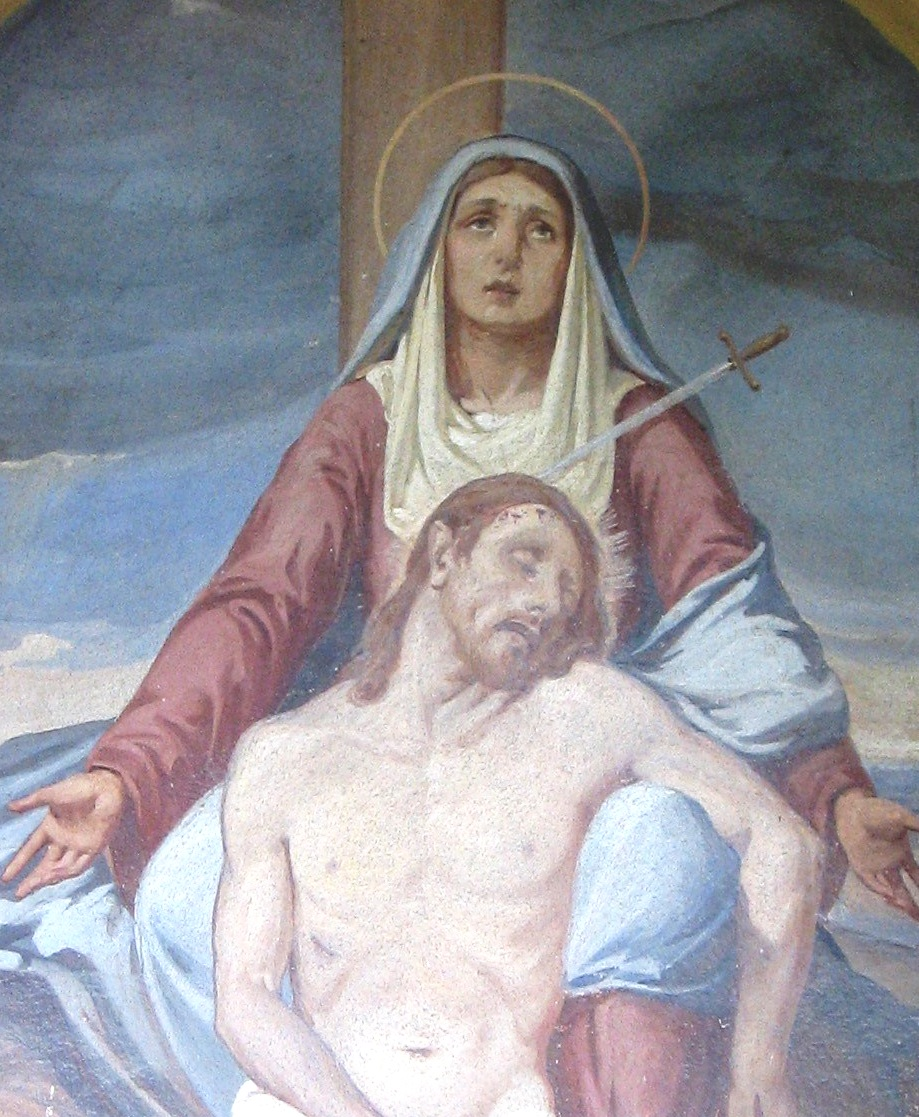
Particolare della "Pietà" - La Vergine addolorata col Cristo morto.
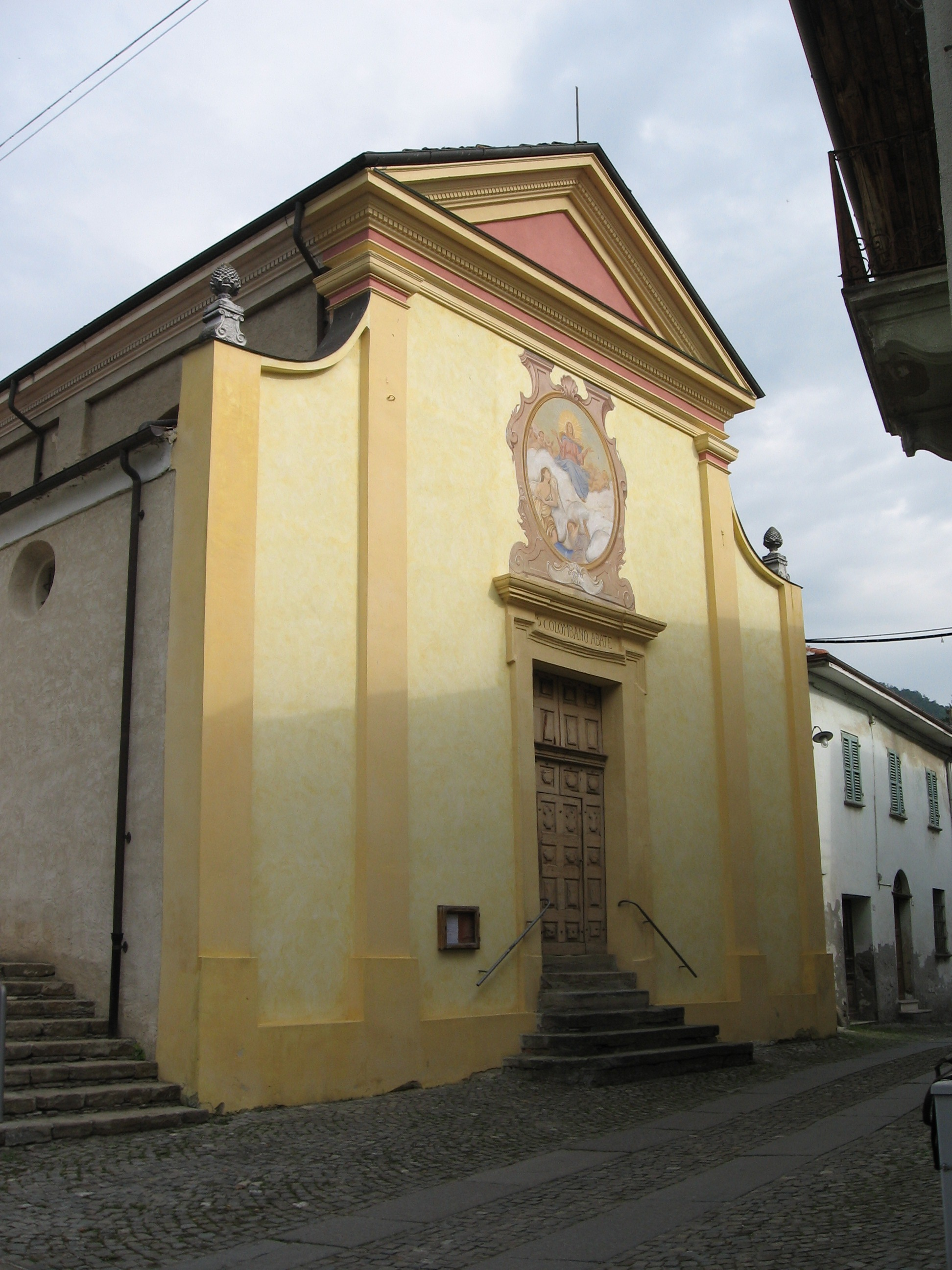
Pezzolo. Chiesa Parrocchiale di San Colombano. Sec XVII.
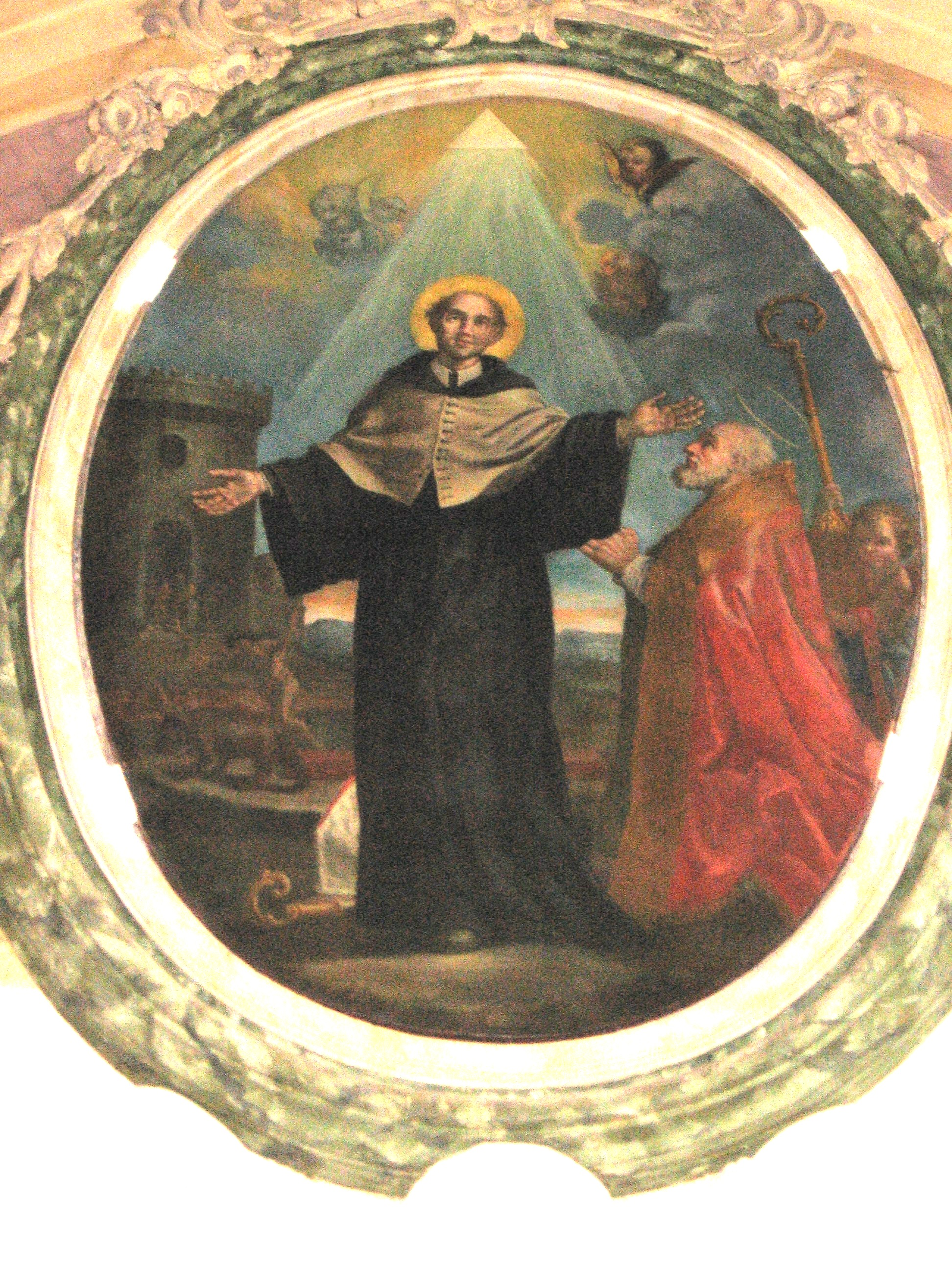
Pezzolo. San Colombano e Sant Irnerio di Chartres nella pala d'altare della Parrocchiale. Sec XVII.
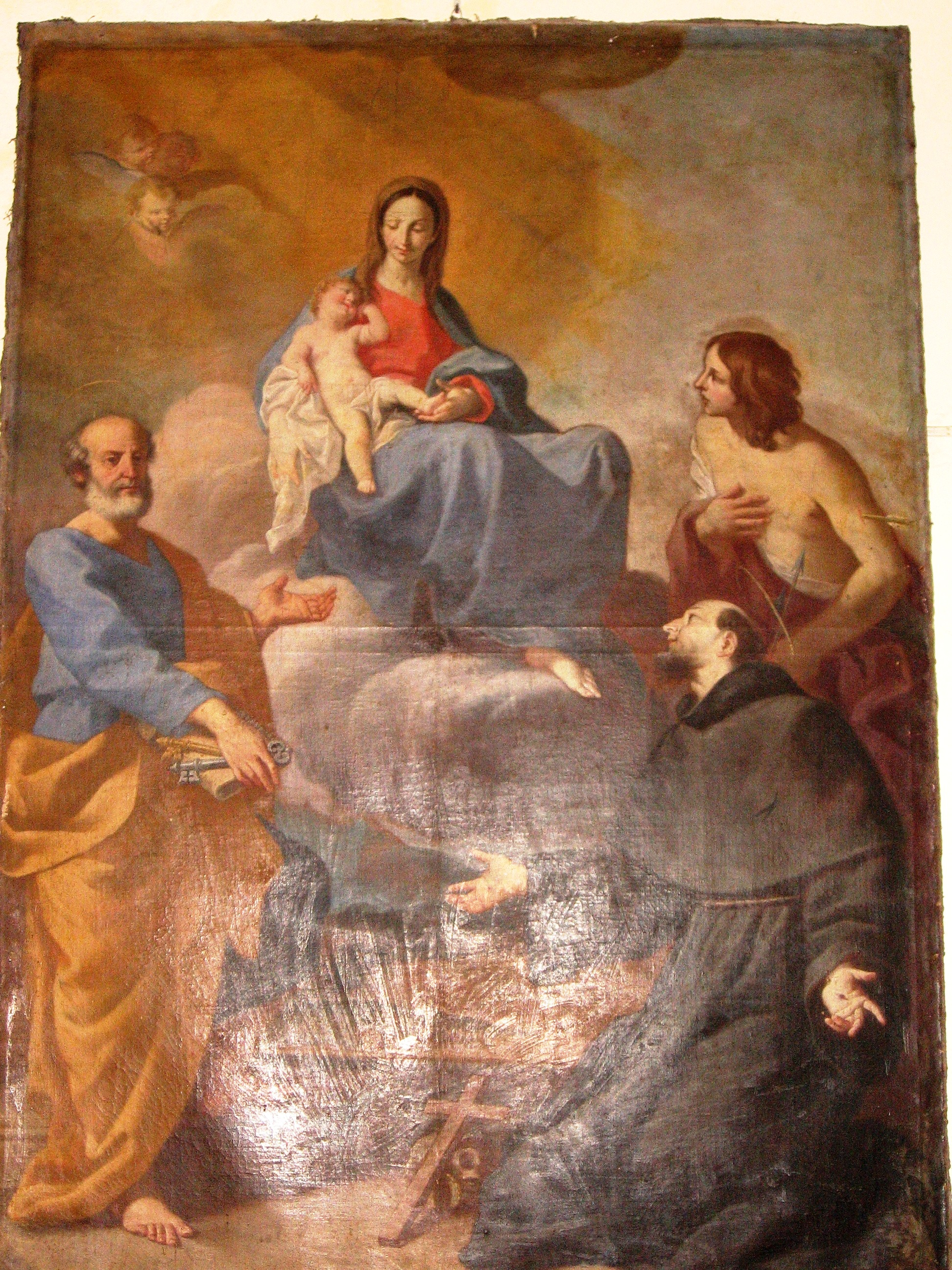
Pezzolo. Parrocchiale - Altare di destra. La Vergine con i Santi Pietro, Francesco d'Assisi e Sebastiano - Pregevole tela del XVII secolo.
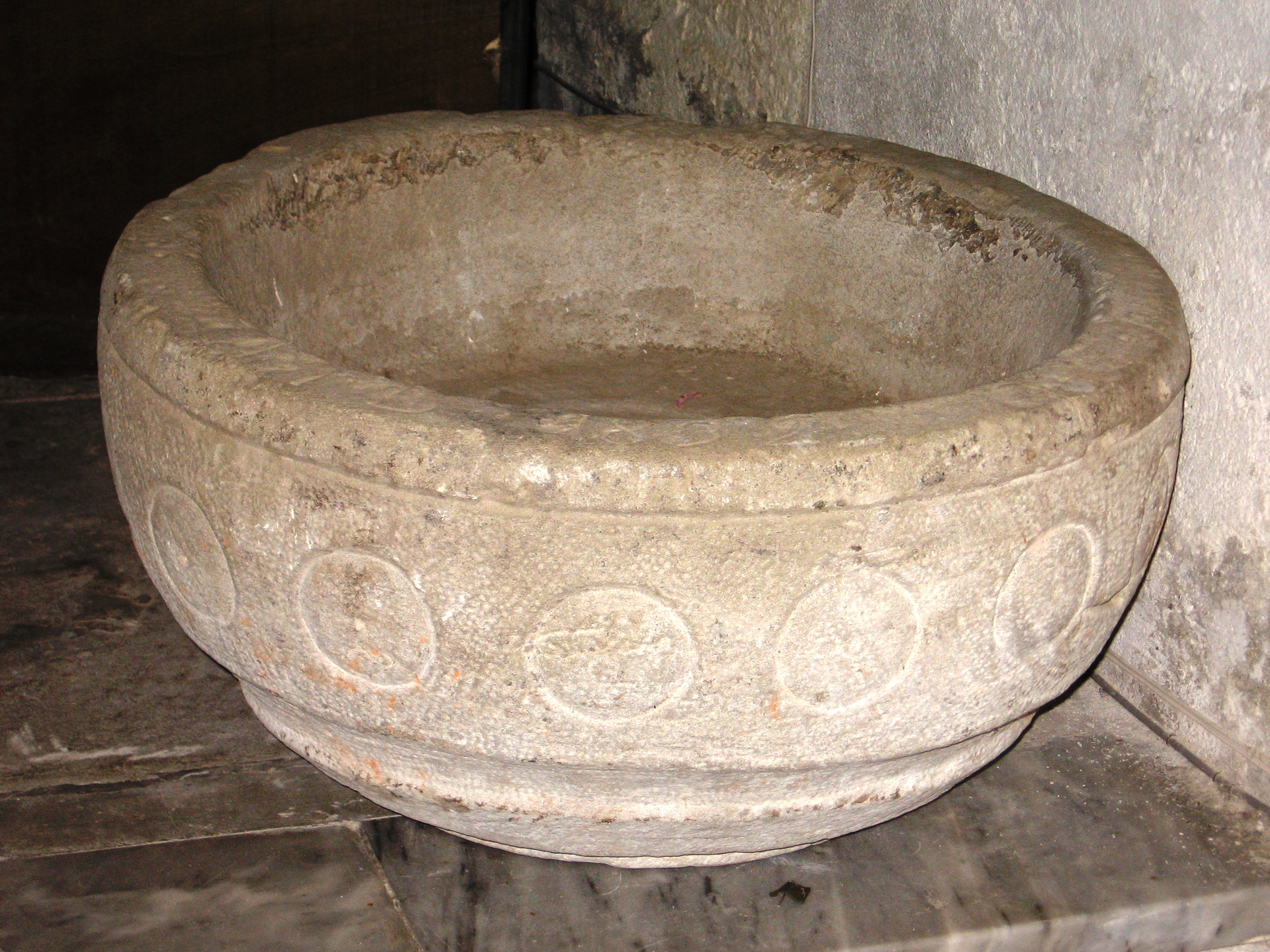
Pezzolo. Antica acquasantiera in pietra nella Chiesa Parrocchiale ricollocazione.
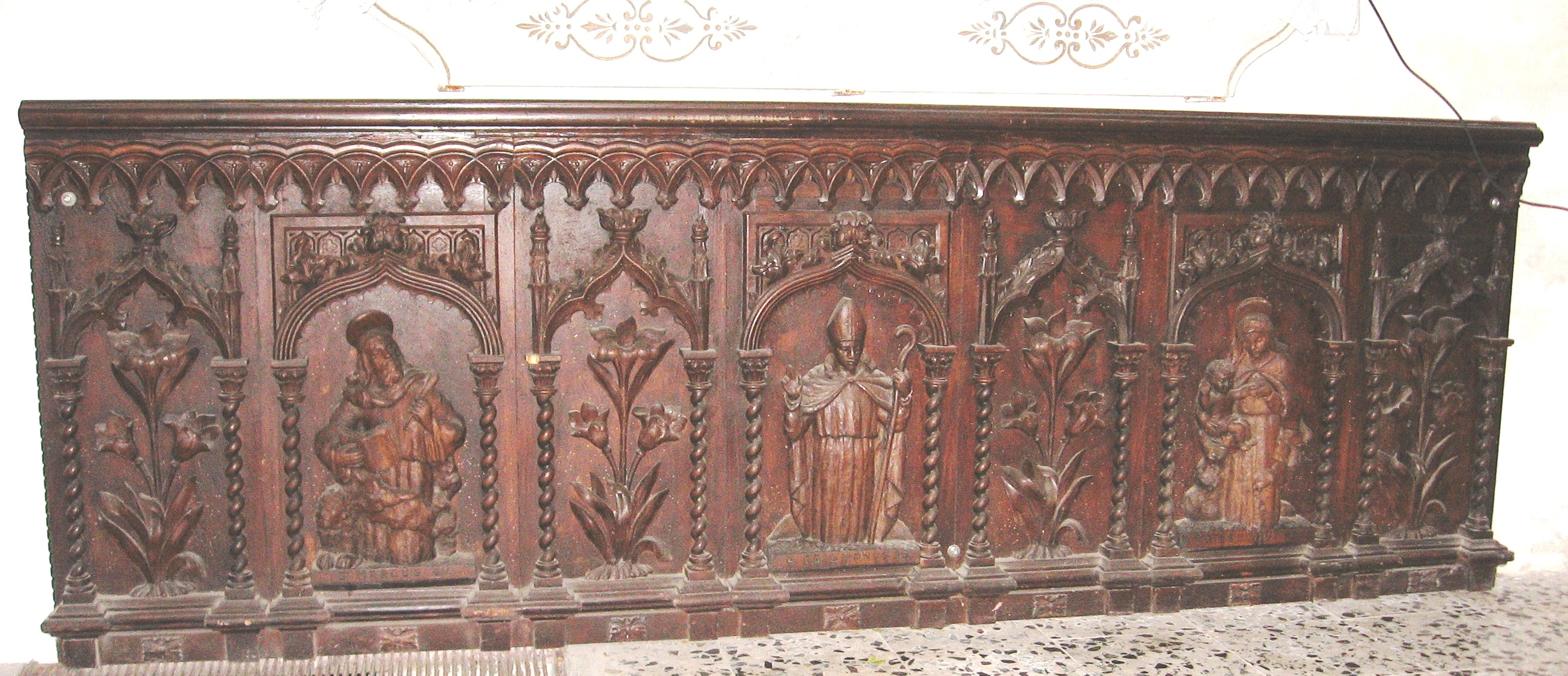
Pezzolo. Predella o elemento di coro ligneo di stile gotico (ma pres.te del XIX secolo) con decorazioni floreali e i Santi Marco Evangelista, Colombano e la Vergine (aggiunte successive) nella Chiesa Parrocchiale, ricollocazione.
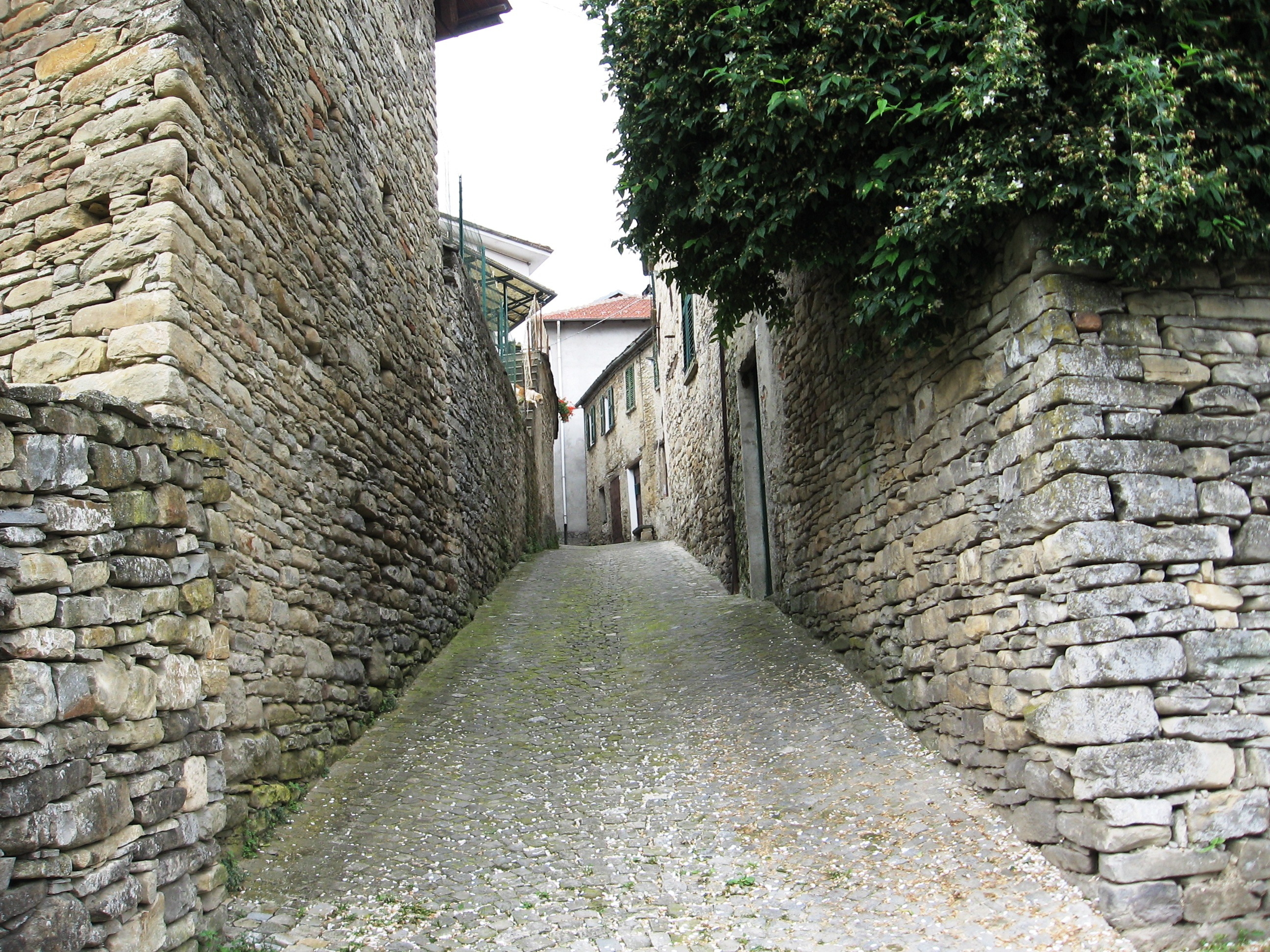
Pezzolo. La via IV Novembre verso il centro.
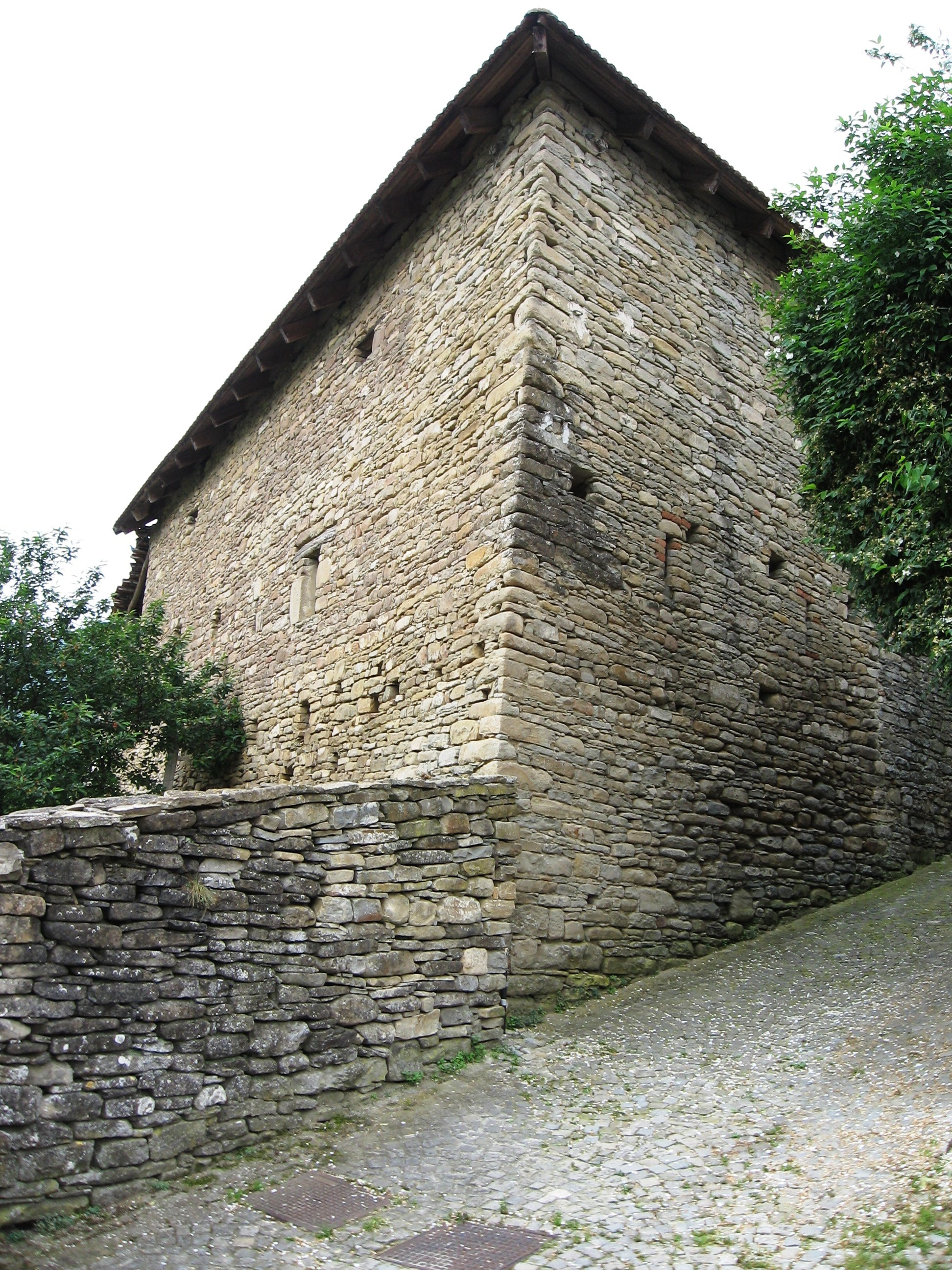
Pezzolo. Antico edificio del centro (Casa Gallo).
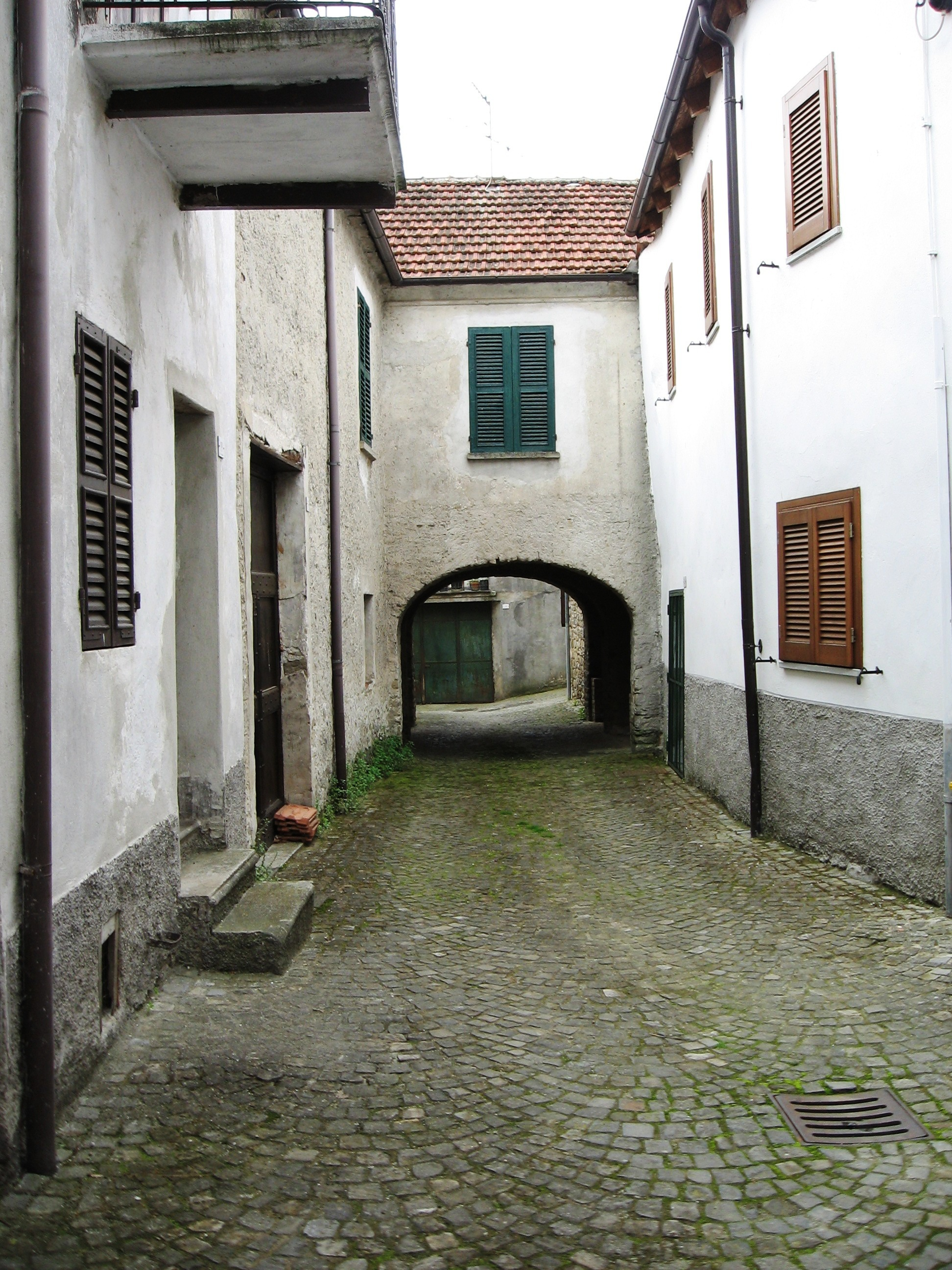
Pezzolo. Angoli suggestivi del centro storico. La "casa di Esterina".
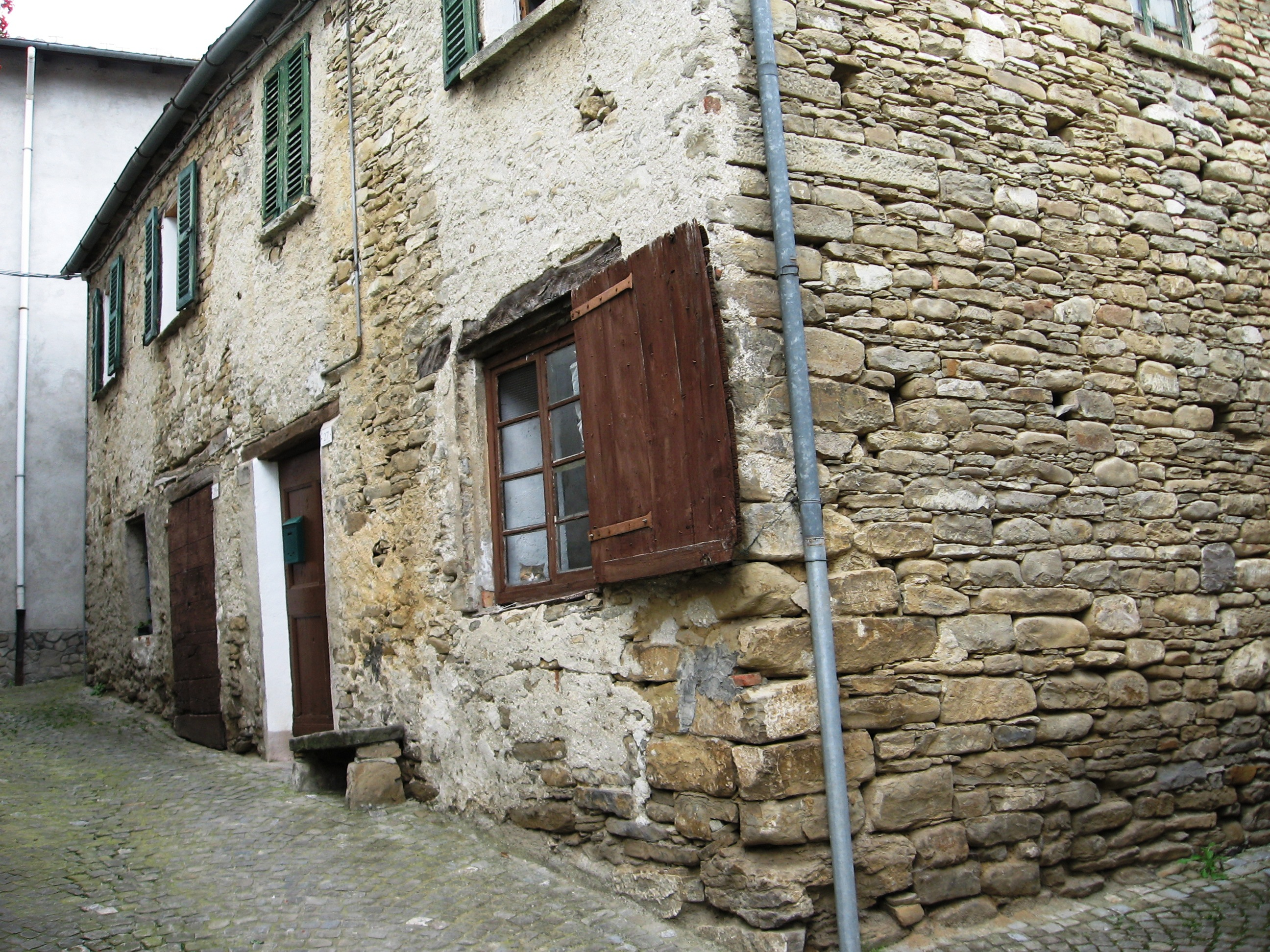
Pezzolo. Angoli suggestivi del centro storico. La "casa di Carissima" col micio alla finestra.
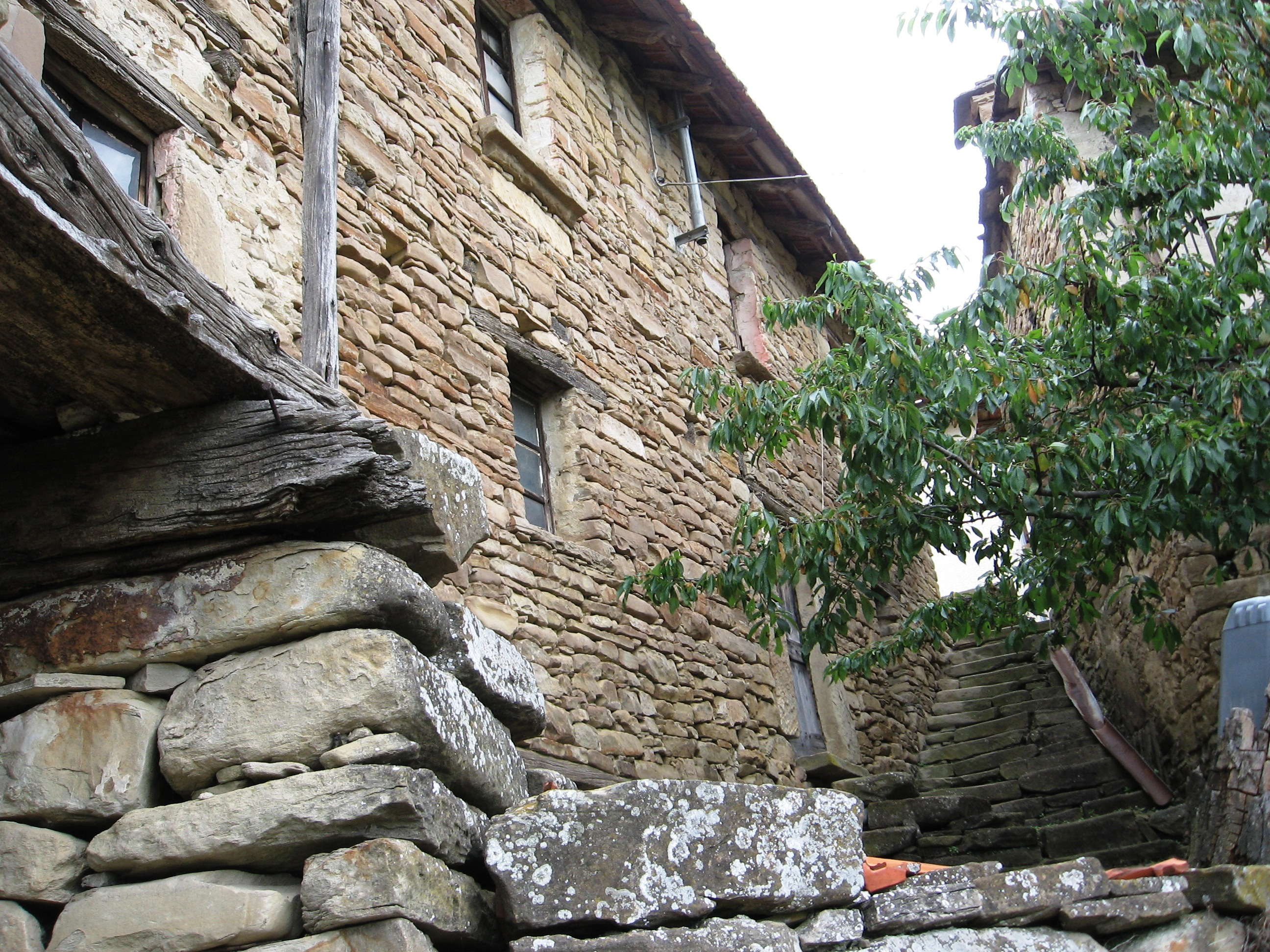
Complesso di edifici rurali in pietra. Case Cristino a Piovero. Anteriore al XIX secolo.
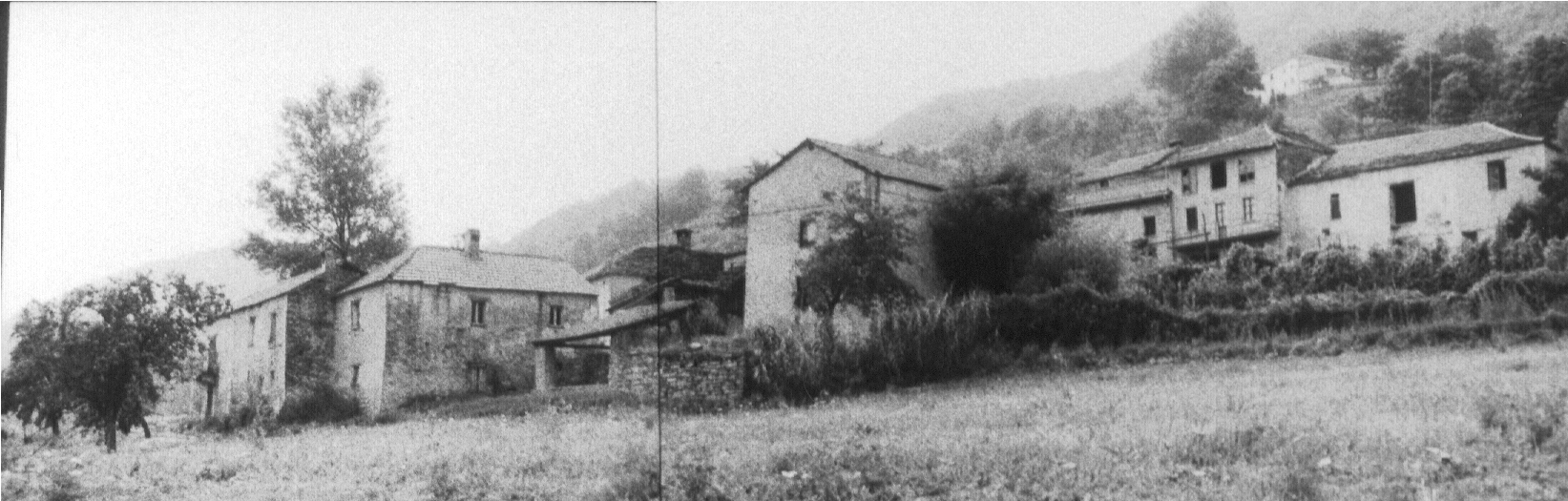
Case Bargamasco - Viazzi con pozzo e Cappella antica località L'Aré.
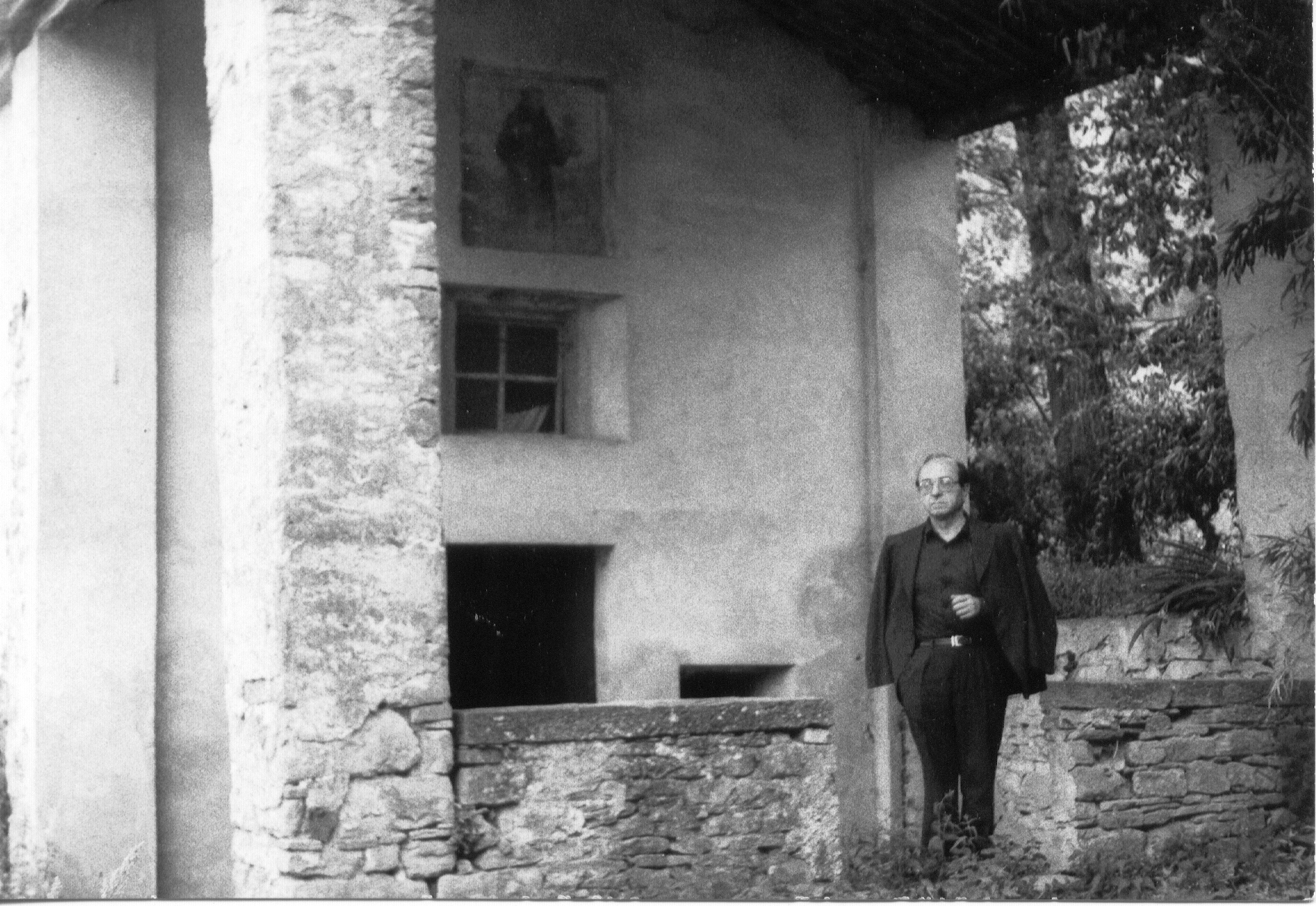
Cappella S. Antonio delle Case Bergamasco - Viazzi località L'Aré Pezzolo-Conavio
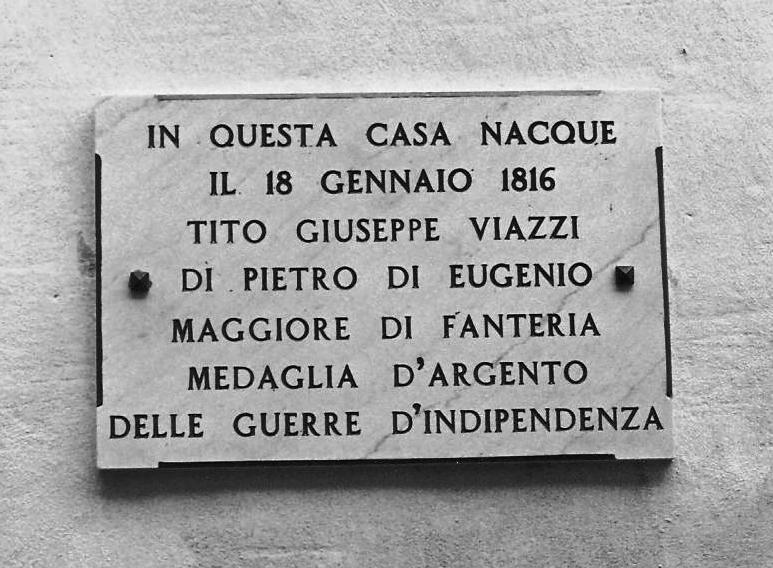
Lapide in memoria del Maggiore Tito Giuseppe Viazzi